# События 3—4 октября 1993 года в Москве
Собы́тия 3—4 октября́ 1993 го́да в Москве́ (также известные как «Расстре́л Бе́лого до́ма», «Расстре́л До́ма Сове́тов») — кульминация внутриполитического конфликта (также известного как Разгон Съезда народных депутатов и Верховного Совета Российской Федерации, Октябрьское восстание 1993-го, Указ 1400, Ельцинский переворот 1993 года) в Российской Федерации, имевшего место 21 сентября — 4 октября 1993 года. Произошёл вследствие конституционного кризиса, развивавшегося с 1992 года. Результатом противостояния стало насильственное прекращение действия в России существовавшей с 1917 года советской модели власти, сопровождавшееся вооружёнными столкновениями на улицах Москвы и последующими несогласованными действиями войск, в ходе которых погибло не менее 157 человек и 384 были ранены (из них 3 и 4 октября — 124 убитых, 348 раненых).
Кризис был следствием противостояния двух политических сил: с одной стороны — Президента Российской Федерации Бориса Ельцина (см. Всероссийский референдум 25 апреля 1993 года), правительства, возглавляемого Виктором Черномырдиным, части народных депутатов и членов Верховного Совета — сторонников Президента, а с другой стороны — противников социально-экономической политики Президента и правительства: вице-президента Александра Руцкого, основной части народных депутатов и членов Верховного Совета Российской Федерации во главе с Русланом Хасбулатовым.

## Предыстория
События начались 21 сентября с издания президентом Б. Н. Ельциным указа № 1400 о роспуске Съезда народных депутатов и Верховного Совета, чем была нарушена действовавшая тогда Конституция. Сразу после издания этого указа Ельцин формально был автоматически отрешён от должности президента в соответствии со статьёй 121.6 действовавшей конституции. Собравшийся в тот же день Президиум Верховного Совета, осуществляющий контроль за соблюдением конституции, констатировал этот юридический факт. 24 сентября Съезд народных депутатов также констатировал прекращение полномочий президента с момента издания указа № 1400 и оценил его действия как государственный переворот. Однако Борис Ельцин фактически продолжал осуществлять полномочия президента России.

## 3 октября, воскресенье
В ночь на 3 октября состоялось заседание Конституционного суда под председательством Валерия Зорькина. Как сообщила пресс-служба КС, суд начал обсуждение «конституционности действий и решений высших должностных лиц исполнительной и законодательной власти». Однако суд не смог приступить к рассмотрению конституционности решений Съезда народных депутатов, потому что, по данным пресс-службы КС, он «не имеет возможности получить официальные документы съезда ввиду продолжающейся блокады Дома Советов России». В 5 часов утра в заседании был объявлен перерыв.
3 октября ночью в Верховном Совете стало известно, что от нанесённых 28 сентября у метро «Баррикадная» ран скончался сотрудник аппарата ВС РФ слесарь-ремонтник Валентин Климов, 1955 года рождения, оставив жену и двоих детей. Днём ранее Александр Руцкой обратился с письмом к жене погибшего, выразив свои соболезнования. В письме, в частности, говорится: «Ваш муж и наш соратник стал жертвой насилия и террора, которые обрушились на голову россиян ельцинским фашизмом». Он обещал, что «закон, суд праведный обрушится на головы убийц».
С утра в различных местах Садового кольца и у Киевского вокзала начали собираться манифестанты, выступавшие в поддержку Верховного Совета. В соответствии с утверждённым планом организационных мероприятий сотрудники милиции, применяя спецсредства, разгоняли эти группы, не давая людям собираться в большие массы. В результате в некоторых местах произошли столкновения. Так, в 12 часов 50 минут на Смоленской площади около 100 манифестантов, в ответ на попытку сотрудников милиции рассеять их, по примеру предыдущего дня, перекрыли движение транспорта по Садовому кольцу и начали возводить баррикаду, бросая в сотрудников милиции камни и бутылки. Превосходящим силам милиции, активно применявшим спецсредства, удалось, однако, «зачистить» площадь.
8.00. — Руслан Хасбулатов провёл совещание с силовыми министрами.
В 10.00 в Доме Советов с благословения Патриарха Московского и Всея Руси Алексия II открылась церковь. В ней приняли таинство крещения защитники здания парламента. На богослужении присутствовали Руслан Хасбулатов и Александр Руцкой.
Продолжил работу Х внеочередной Съезд народных депутатов. Выступившие на съезде Руслан Хасбулатов и Юрий Воронин подчеркнули, что основой для переговоров должна стать отмена президентского указа № 1400. С соответствующим заявлением Ю. Воронин обратился к Патриарху Московскому и всея Руси, в котором сказано, что сосредоточить внимание на проблеме оружия в Белом доме недостаточно. Главное, по его словам, — «устранить первую причину бедствия — отменить антиконституционный указ Бориса Ельцина». Хасбулатов сообщил об «интенсивном переходе военнослужащих на сторону Конституции», в частности, о прорыве группы «афганцев» в количестве двух десятков человек. Далее спикер заявил, что необходимо принять постановление «о преступной деятельности электронных средств массовой информации с декабря 1992 года».
В это же время Борис Ельцин провёл в Кремле встречу с членами своего правительства, участвовавшими в совещаниях межрегиональных экономических ассоциаций. Виктор Черномырдин, Егор Гайдар, Олег Сосковец, Александр Заверюха, Сергей Шахрай и Юрий Яров проинформировали его об итогах обсуждения политической ситуации на совещаниях ассоциаций, а также о принимаемых мерах по реализации Указа «О поэтапной конституционной реформе в Российской Федерации». Они, в частности, отметили, что положение в регионах остаётся спокойным. После совещания, поработав с документами, Ельцин уехал домой.
В 11.30 Александр Руцкой провёл пресс-конференцию, на которой заявил, что «игры в компромисс и привели к сложившейся ситуации, которая к тому же повлекла человеческие жертвы». По данным А. Руцкого, за последние дни погибло 22 человека, не считая жертв на Ленинградском проспекте. Говоря об итогах переговоров ветвей власти, он охарактеризовал предложения противоположной стороны как неприемлемые, но заявил, что, дабы не допустить дальнейшего кровопролития готов лично встретиться с Борисом Ельциным, «даже покривив при этом совестью».
В 12 часов председатель Конституционного Суда Валерий Зорькин по предварительной договорённости встретился с освобождённым от должности Руцким главой правительства Виктором Черномырдиным. Черномырдин сообщил ему, что Ельцин готов обсудить вопрос об одновременных досрочных выборах Президента и народных депутатов. Зорькин предложил с целью разрядки общественной напряжённости сообщить об этом через средства массовой информации. Черномырдин согласился с этим предложением и обещал решить этот вопрос с Ельциным.
В это же время на Октябрьской площади для проведения объявленного накануне общемосковского митинга в поддержку Верховного Совета начали собираться граждане и активисты оппозиционных партий и движений. Митинг был организован «Фронтом Национального Спасения». Активисты «ФНС» предупреждали приглашённых ими на митинг о необходимости быть бдительными, не поддаваться на провокации и избегать насильственных, противоправных действий, информировали, что проведение митинга санкционировано. В то же время Виктор Анпилов и некоторые его сторонники приняли решение провести после митинга шествие к зданию Верховного Совета России. Об этих планах ими не были поставлены в известность основные организаторы митинга — активисты «Фронта Национального Спасения», а также народный депутат России Илья Константинов, который должен был возглавить митинг.
Около 12 часов сотрудники милиции предприняли попытку разогнать граждан, собравшихся у памятника В. И. Ленину на Октябрьской площади. Жестоко избивая людей дубинками, они загнали их во двор Центральной детской библиотеки, но полностью рассеять не смогли. Манифестанты продолжали собираться в разных местах площади и на прилегающих улицах и переулках.
К полудню в Московском городском штабе народных дружин (улица Тверская, 8) стали собираться добровольцы из числа защитников Белого дома в августе 1991 года (Союз «Живое кольцо», «Дельта», «Россия», «Август-91» и другие, многие из которых являлись дружинниками), членов «Союза казачьих офицеров» и других общественных организаций. К обеду в городском штабе народной дружины уже функционировали несколько групп. Одна из них — оперативные дежурные; она состояла почти исключительно из офицеров. Группу информации возглавил полковник запаса А. Шаравин, группу оформления добровольцев — заместитель начальника штаба народных дружин генерал Анатолий Кириллов, группу обеспечения тыла — майор Владимир Большаков. Координатором народных дружин на метрополитене, Московской железной дороге, речном транспорте и ВОСВОДе был полковник Геннадий Манаков. Отдел по взаимодействию с ГУВД и окружными отделами милиции возглавил капитан милиции Анатолий Михальчук. Были образованы медицинская дружина и круглосуточный донорский пункт. Всего собралось около двух тысяч человек.
Около 13 часов 20 минут представители Анпилова встретились в Доме Советов с Руцким, который предупредил их о полученной им накануне информации о возможной провокации и крупномасштабном применении силы против сторонников Верховного Совета, предложив отменить митинг. Представители Анпилова заявили, что отменить митинг уже невозможно, и поставили Руцкого в известность о своих планах провести после митинга шествие к Дому Советов. Они обратились с просьбой, чтобы, «во избежание провокаций ОМОНа, милиции и внутренних войск», впереди колонны пошли назначенные Руцким и. о. министра безопасности Виктор Баранников и и. о. министра внутренних дел Андрей Дунаев. Но Баранников и Дунаев отказались.
К началу митинга, назначенного на 14 часов, Октябрьская площадь была оцеплена сотрудниками милиции. Движение транспорта в районе площади, включая движение по Садовому кольцу, было перекрыто. Наиболее мощное оцепление из нескольких рядов сотрудников милиции в бронежилетах и касках, со щитами и дубинками стояло на въезде на улицу Георгия Димитрова. Оно было усилено поставленными поперёк улицы позади сотрудников милиции грузовыми машинами. Сотрудниками милиции были также оцеплены улица Житная и площадка вокруг памятника В. И. Ленину. В то же время выходы на Октябрьскую площадь со станции метро «Октябрьская», из которых в основном прибывали участники митинга, закрыты не были.
По мнению комиссии Госдумы, вид стоявшего в непосредственной близости от места проведения митинга усиленного оцепления с дубинками и щитами, ставших за последние дни символами жестокого избиения и разгона сторонников Верховного Совета, воспринимался собравшимися как угроза и побуждал наиболее решительно настроенных людей готовиться к возможным ответным силовым действиям.
Некоторые сотрудники милиции совершали откровенно противоправные, насильственные действия. Так, около 13 часов неустановленным следствием Прокуратуры г. Москвы сотрудником милиции был избит гражданин И. Н. Кереселидзе.
Милицейские цепочки совершали перемещения по Октябрьской площади, которые рассекали массу собравшихся, заставляли их переходить с места на место, тем самым вызывая в толпе движение и циркуляцию, способствовавшие её возбуждению. При этом непрерывно возникали словесные перепалки манифестантов с сотрудниками милиции, которые также способствовали усилению напряжённости.
Съезд народных депутатов принял обращения к военным с призывом встать на защиту народа и Конституции, при этом подчёркивалось, что сохранение нейтралитета в этих условиях является фактической поддержкой «путчистов и их приспешников». По предложению Сергея Бабурина было принято также обращение к сотрудникам охраны правопорядка, в котором напоминается, что, пока тысячи милиционеров занимаются блокадой Дома Советов, в городе — «разгул преступности». Съезд прервал работу до 18.00.
В 14:00 состоялся разрешённый 2 октября Моссоветом митинг в поддержку Верховного Совета на Октябрьской площади. Когда собралось несколько тысяч человек, поступила информация, что в последний момент проведение митинга на Октябрьской площади запрещено мэрией Москвы. ОМОН предпринял попытку заблокировать площадь. Появились призывы перенести митинг на другое место. Однако, поскольку пришло очень много людей, митинг решили проводить.
К началу митинга на площади собралось около 2000 человек. Собравшиеся не выполняли требования сотрудников милиции разойтись, воспринимавшиеся ими как незаконные, но за которыми может последовать жестокий разгон митингующих. Всё это также обостряло ситуацию. Количество манифестантов быстро увеличивалось. Многие ожидали начала митинга отойдя на Ленинский проспект и по направлению к Крымскому мосту.
Попытки сотрудников милиции воспрепятствовать началу митинга привели к тому, что часть манифестантов во главе с прибывшими народными депутатами Российской Федерации Ильёй Константиновым и Виталием Уражцевым сначала отошла на несколько сотен метров по Ленинскому проспекту в сторону площади Юрия Гагарина, собрались в колонну, а затем двинулась обратно к Октябрьской площади и слилась с находившимися там людьми. Попытка сотрудников милиции воспрепятствовать прохождению колонны на площадь не увенчалась успехом.
Воспользовавшись ситуацией, Анпилов и некоторые его сторонники стали призывать собравшихся идти к Дому Советов. Сплотившаяся вокруг них часть манифестантов стала двигаться по направлению к Крымскому мосту, постепенно увлекая за собой остальных. Находившиеся в другой части площади народный депутат Российской Федерации Константинов, активисты «Фронта национального спасения» пытались остановить людей, но не смогли овладеть ситуацией.
Постепенно строясь в колонну, авангардная группа манифестантов и присоединившихся к ним граждан численностью в несколько тысяч человек направилась к Крымскому мосту. У входа на мост путь колонне преградило оцепление, отказавшееся пропустить колонну. После короткого, ожесточённого столкновения манифестанты прорвали цепочки оцепления и по Садовому кольцу, «на плечах» отступавших сотрудников милиции стали перемещаться к Дому Советов.
Неудачные попытки сотрудников милиции остановить продвижение авангардной группы манифестантов на Зубовской и Смоленской площадях лишь усилили общее возбуждение и решительный настрой людей. Отступление милиции и военнослужащих внутренних войск приобрело характер панического бегства. Они бросали технику и снаряжение, в том числе дубинки ПР-73 и щиты, часть которых перешла в руки манифестантов в ходе столкновений. Факт бегства своих сотрудников и сдачи ими оружия, спецсредств и техники руководство МВД впоследствии отрицало.
Во время прорыва на Крымском мосту и в районе Смоленской площади против манифестантов были применены карабины КС-23 для стрельбы гранатами со слезоточивым газом.
За авангардной группой более медленным темпом двигалась основная масса манифестантов и присоединявшихся к ним по пути граждан.
Во время прорыва через Крымский мост и по Садовому кольцу пострадало точно не установленное число демонстрантов, а также несколько сотрудников милиции.
В 14 часов 30 минут освобождённый от должности Руцким начальник ГУВД Москвы генерал-майор Владимир Панкратов отдал распоряжение выставить в район Дома Советов три бронетранспортёра для предотвращения прорыва манифестантов. Командующий внутренними войсками генерал-полковник милиции Анатолий Куликов приказал командиру 6-го отряда спецназначения «Витязь» подполковнику Сергею Лысюку выдвинуть вооружённый резерв к гостинице «Мир», где размещался оперативный штаб ГУВД Москвы.
Согласно справке ГУК ВВ МВД за 3 октября 1993 года, в 14:35 старшим оперативным начальником (начальником ГУВД Москвы Панкратовым) принято решение направить на Зубовскую площадь резерв из 350 солдат внутренних войск, который в 14:50 прибыл на Зубовскую площадь и выставил войсковую цепочку, которая продержалась 5—7 минут, после чего была смята. Из 12 автомашин 10 было захвачено. Остальной личный состав оттеснён толпой по Садовому кольцу.
В 14.50 колонна численностью около 4 тысяч человек направилась к Зубовской площади. По словам демонстрантов, они намерены двигаться к Дому Советов.
Манифестанты действовали крайне агрессивно. Во главе колонны шли радикально настроенные активисты, которые забрасывали омоновцев камнями, орудовали железными прутами. Попутно они били стёкла стоящих у обочин автомобилей.
В 15:10, по данным газеты «КоммерсантЪ», Борис Ельцин на вертолёте прилетел в Кремль из загородной резиденции.
Около 15 часов 20 минут авангард колонны сторонников Верховного Совета по улице Новый Арбат от Садового кольца подошёл к зданию мэрии города Москвы (бывшего СЭВа), расположенному напротив Дома Советов. Оцепление сотрудников милиции и военнослужащих внутренних войск, стоявшее у мэрии и перекрывавшее подход к Дому Советов по улице Конюшковской, применило спецсредства, в частности, резиновые дубинки ПР-73. Возникло столкновение, в ходе которого манифестанты смяли и частично рассеяли оцепление. В руках демонстрантов оказалась командно-штабная машина Р-142М (бортовой номер С-54), принадлежавшая одной из частей внутренних войск. Демонстранты стали растаскивать установленные со стороны мэрии заграждения из колючей проволоки АСКЛ и поставленных в линию поливальных автомашин.
По приказу своего руководства сотрудники милиции и ОМОНа открыли по демонстрантам беспорядочный огонь из пистолетов и автоматов. Стреляли также из карабинов для стрельбы гранатами со слезоточивым газом. Была предпринята попытка рассеять прорвавшихся манифестантов, атаковав их от мэрии цепочкой сотрудников милиции, стрелявших очередями из автоматов. Над головами демонстрантов была произведена очередь из крупнокалиберного пулемёта БТРа, стоявшего у мэрии. Среди подвергшихся обстрелу демонстрантов возникла паника. Некоторые стали разбегаться. Сотрудники милиции активно применяли против них спецсредства. В результате обстрела и применения спецсредств получили ранения и травмы различной степени тяжести не менее 6 гражданских лиц и двое сотрудников милиции, пострадавших от случайных, по мнению комиссии Госдумы, выстрелов своих сослуживцев.
Два сотрудника милиции (Александр Бойко и Иван Шишаев) были убиты у здания мэрии случайными, по мнению комиссии Госдумы, выстрелами своих сослуживцев. Шишаев был убит примерно в 15:15, а примерно через 15 минут был убит Бойко (старший лейтенант, заместитель командира роты 2 полка патрульно-постовой службы). По информации Генеральной прокуратуры, обнародованной в 1999 году в докладе комиссии Госдумы, уголовное дело в отношении сотрудника милиции Л. Л. Пестова, произведшего выстрел из карабина КС-23, которым был смертельно ранен Шишаев, прекращено «за отсутствием в его действиях состава преступления».
15.25. Оцепление у гостиницы «Мир» было прорвано. Александр Руцкой вышел в эфир на милицейской волне, призвав ОМОН не применять оружие.
15.30. Демонстранты прорвали заслон и подошли к зданию Верховного Совета стороны Краснопресненской набережной. С противоположной стороны под балконом здания собирается большая толпа людей. Они скандируют: «Руцкой — президент!» и «Вся власть Советам!». У гостиницы «Мир» наблюдается концентрация ОМОНа и пожарных.
Пресс-конференция Хасбулатова прервана появлением Руцкого. По его радиостанции слышны команды: «стрелять по демонстрантам!».
По данным Спасательно-поискового центра Московской медицинской академии им. И. М. Сеченова, после прорыва оцепления и обстрела демонстрантов в медпункты Дома Советов обратились за помощью 34 гражданских лица, из них 7 — с огнестрельными ранениями. При этом некоторые раненые самостоятельно добирались до больниц и не учтены в приведённых цифрах. По сообщению ГУВД Москвы, в столкновениях 3 октября пострадали 33 сотрудника милиции, 22 госпитализированы, из них 8 — с огнестрельными ранениями.
Во время прорыва оцепления вокруг здания парламента председатель Конституционного Суда Валерий Зорькин встретился с Сергеем Шахраем. Шахрай заявил о своей поддержке идеи одновременных досрочных выборов Президента и народных депутатов Российской Федерации, но после сообщения о прорыве блокады Верховного Совета покинул здание Конституционного Суда.
Несмотря на применение сотрудниками милиции огнестрельного оружия, остановить продвижение демонстрантов не удалось.
Часть сотрудников милиции и военнослужащих внутренних войск отступила к зданию посольства США в Большом Девятинском переулке. Масса демонстрантов, число которых увеличивалось, направилась к Дому Советов.
После обстрела, которому подверглись его солдаты, командир в/ч 3641 полковник В. А. Васильев по рации объявил о переходе бригады на сторону Верховного Совета и с примерно 150 подчинёнными, находившимися в резерве в районе гостиницы «Мир», пошёл через толпу демонстрантов в сторону Дома Советов. Демонстранты приветствовали военнослужащих радостными криками. В дальнейшем полковник с подчинёнными убыли из района Дома Советов якобы за оружием и больше не возвращались.
На раздавшуюся в районе мэрии стрельбу из здания Верховного Совета стихийно, без приказа бросилась группа членов РНЕ численностью около 15 человек, вооружённых автоматами АКС-74У. Через считанные минуты к ним присоединились 3 человека из охраны назначенного Руцким заместителя министра обороны Альберта Макашова, также без приказа побежавшие на выстрелы, и лидер РНЕ Александр Баркашов. Они также были вооружены автоматами АКС-74У. Одновременно на пандус мэрии стали подниматься некоторые демонстранты. Сотрудниками милиции был открыт огонь из автоматического оружия, вызвавший ответные выстрелы со стороны «баркашовцев», а затем присоединившихся к ним членов охраны генерал-полковника Макашова. Безоружные демонстранты рассеялись. Находившиеся на пандусе сотрудники милиции и военнослужащие внутренних войск через центральный вход ушли в здание мэрии. Перестрелка продолжилась. По указанию Баркашова двери центрального входа и стеклянные стены фасада мэрии были пробиты двумя грузовыми автомобилями, в одном из которых находились безоружные юноши из РНЕ.
Среди находившихся в мэрии сотрудников милиции и военнослужащих внутренних войск началась паника. Сотрудники милиции разбивали витринные стёкла с торца здания мэрии и бежали. Огонь из здания прекратился. Во время ответной стрельбы сторонников Верховного Совета был ранен в правое бедро военнослужащий внутренних войск Эдуард Мрачек.
После прекращения огня в здание мэрии через центральный вход ворвались демонстранты. Сторонниками Верховного Совета были сделаны неудачные попытки захватить стоявшие у мэрии БТРы внутренних войск.
Сразу после взятия мэрии сторонники Верховного Совета заняли находившуюся рядом гостиницу «Мир», где располагался оперативный штаб ГУВД Москвы. При этом вооружёнными защитниками Дома Советов был избит военнослужащий внутренних войск Владимир Усков, покинувший данную гостиницу. Около 15:43 с крыши дома, находящегося напротив гостиницы «Мир», мужчина в военной форме ранил из карабина журналиста Владислава Шурыгина.
В 15:45 у 14 подъезда Дома Советов начался митинг, на котором Александр Руцкой призвал молодёжь, боеспособных мужчин штурмовать мэрию (бывший СЭВ) и Телецентр в Останкино, а Руслан Хасбулатов — Кремль.
Согласно стенограмме видеодокументов, на которую ссылается в своих воспоминаниях помощник и. о. министра обороны Ачалова, защитник Дома Советов Марат Мусин:

Александр Руцкой: 

— Прошу внимания! Молодёжь, боеспособные мужчины! Вот здесь в левой части строиться! Формировать отряды, и надо сегодня штурмом взять мэрию и «Останкино»!
— Ура!
Руслан Хасбулатов: 

— Я призываю наших доблестных воинов привести сюда войска, танки для того, чтобы штурмом взять Кремль c узурпатором бывшим, преступником Ельциным… Ельцин сегодня же должен быть заключён в «Матросскую Тишину», вся его продажная клика должна быть заключена в подземелье!
На улице заглушают конец фразы: 

— Ура!
Сразу же после выступления Руцкого у 20-го подъезда Белого дома начали формировать боевые отряды. Как вспоминает сам Руцкой, решение о штурме мэрии было принято после того, как оттуда был открыт огонь по демонстрантам, подошедшим к зданию Верховного Совета.
По воспоминаниям Марата Мусина стрельба из мэрии по демонстрантам произошла примерно в 15.30. Факт стрельбы из здания московской мэрии подтверждает и Андрей Бабицкий, который на момент тех событий был корреспондентом «Радио Свобода»:"Я находился в голове колонны, и когда она добралась до входа в парламент со стороны набережной, вдруг послышались выстрелы. Рядом со мной упал человек, кто-то начал истошно кричать: «Стреляют из мэрии». Действительно, выстрелы были произведены из бывшего здания СЭВ, расположенного прямо напротив парламента.". По словам защитников Белого дома, имеются жертвы — 1 убитый и 1 раненый, которому оказывают помощь у 1-го подъезда здания Верховного Совета. Находящимся внутри здания парламента постоянно слышны выстрелы.
Комиссия Госдумы ФС РФ во главе с членом КПРФ Татьяной Астраханкиной не нашла причинно-следственной связи между захватом мэрии вооружёнными сторонниками Верховного Совета и призывами Александра Руцкого и Руслана Хасбулатова. На взгляд членов комиссии, захват был осуществлён несколько ранее и стихийно: после того как у здания мэрии последовали выстрелы милиции по демонстрантам (были ранены несколько демонстрантов, в то же время было убито два сотрудника милиции). По воспоминаниям очевидца событий, журналиста газеты «Московские новости» Александра Жилина, мэрия была захвачена за 4 минуты.
Спустившийся с балкона Дома Советов Руцкой сказал Макашову, что Останкино штурмовать не надо, а только лишь потребовать предоставление эфира, используя мирные средства.

Руцкой в своих воспоминаниях пишет следующее:
"Я признаю, что первый мой порыв был недостаточно продуман. Это и неудивительно для человека, который почти не спал двенадцать суток в условиях замкнутого пространства, потока дезинформации и напряжённого психологического противостояния. Но, быстро поняв, что у нас пока недостаточно сил, чтобы бескровно решить эту проблему, я отменил своё решение, приказав к телецентру не ходить. Но удержать разъярённую массу людей, на глазах которых зверски били и расстреливали их единомышленников, было уже невозможно. Призывы идти в "Останкино" доносились из толпы демонстрантов задолго до того, как я отдал аналогичный приказ".
Согласно заключению Комиссии Госдумы России (председатель — Татьяна Астраханкина, фракция КПРФ): 

С целью добиться предоставления «прямого эфира» для руководства Верховного Совета, по распоряжению и. о. Президента Российской Федерации А. В. Руцкого к телецентру «Останкино» была направлена автоколонна сторонников Верховного Совета, возглавлявшаяся уполномоченными для ведения переговоров с руководством и охраной телецентра народным депутатом Российской Федерации И. В. Константиновым и генерал-полковником А. М. Макашовым. Вслед за указанной автоколонной к телецентру направилась многочисленная пешая колонна демонстрантов. Для обеспечения охраны при переговорах и поддержания порядка среди демонстрантов в составе автоколонны находились 16 членов дополнительных охранных подразделений Верховного Совета, имевших при себе оружие и подчинявшихся А. М. Макашову. Насильственного захвата телецентра «Останкино» не планировалось.
Как потом вспоминал следователь Генеральной прокуратуры Леонид Прошкин: "пока бывшему вице-президенту Руцкому не показали видеозапись, на которой он говорит: «Нужно взять штурмом мэрию и „Останкино“, он перекладывал вину на Макашова».
По мнению Руслана Хасбулатова, которое он высказал в эфире радиостанции «Эхо Москвы» в 2008 году, действия лиц, призвавших защитников Дома Советов отправиться к телецентру «Останкино», носили провокационный характер:

Дело было так: когда прорвали милицейские заслоны и полмиллиона людей пришло на помощь парламенту российскому, вместо того, чтобы выполнить моё указание — расположить всех людей, как в августе 91-го, по периметру Верховного Совета, их провокаторы повели на взятие куда-то там в Останкино.
Александр Руцкой, впоследствии о решении направить людей к «Останкино» замечает: «Конечно, это была ошибка. Я не хотел крови. Но нервы-то в комке».
Во время прохождения демонстрантов по Конюшковской улице рядом с посольством США неустановленный мужчина в милицейской форме из толпы произвёл автоматную очередь в сторону военнослужащих внутренних войск и сотрудников милиции. В результате были ранены один сотрудник милиции и 5 военнослужащих в/ч 3641 (Софринская бригада внутренних войск), один из которых (Игорь Глазунов) впоследствии скончался. По утверждению помощника Ачалова Мусина, указанная стрельба произошла в 15:50.
В 16:00 должны были продолжиться переговоры представителей Верховного Совета и Администрации президента под эгидой Русской Православной Церкви. На взгляд аналитиков, переговорщики склонялись к «нулевому варианту» — одновременным перевыборам президента и народных депутатов. Переговоры сторон продолжились в Свято-Даниловом монастыре с участием Юрия Воронина, Валентины Домниной, Юрия Лужкова и судьи КС Владимира Олейника в условиях ведущихся боевых действий. После обмена репликами объявлен перерыв до 20.00. На вечернюю встречу стороны не явились.
Около 16 часов Павел Грачёв связался по телефону с командиром мотострелковой Таманской дивизии генерал-майором Валерием Евневичем, сообщил ему, что в Москве беспорядки, милиция не справляется, потому что вооружённые группы бродят по городу, что якобы участились попытки проникнуть в Министерство обороны Российской Федерации, которое охраняют безоружные солдаты-часовые, и приказал быть в готовности на автомобилях или на БТРах выдвинуть часть дивизии к Министерству обороны и взять его под охрану.
В 16:00 Б. Н. Ельцин подписал указ о введении чрезвычайного положения в Москве, в котором, в частности, Совету Министров — Правительству Российской Федерации, Министерству внутренних дел, Министерству безопасности, Министерству обороны, правительству Москвы предписывалось принимать меры, необходимые для обеспечения режима чрезвычайного положения и с этой целью разрешалось устанавливать меры, предусмотренные статьями 22, 23, 24 Закона Российской Федерации «О чрезвычайном положении». Министерству иностранных дел Российской Федерации предписывалось информировать другие государства и Генерального секретаря Организации Объединённых Наций о том, что Российская Федерация в соответствии с п.1 ст.4 Международного пакта о гражданских и политических правах использует право отступления от обязательств по Пакту в такой степени, в которой требуется остротой обстановки. Указ вступил в силу с момента подписания. По центральному телевидению он был оглашён только в 18 часов. Текст указа был подготовлен Сергеем Шахраем.
С 16:00 толпа под предводительством назначенного Руцким заместителя министра обороны Альберта Макашова в течение получаса захватила здание мэрии на Новом Арбате, 36. К 16:45 здание мэрии занято митингующими. Толпа в вестибюле встречает улюлюканьем захваченных в здании людей, их пинают и плюют в лицо. Подойдя к зданию мэрии и оценив обстановку, генерал-полковник Макашов вошёл внутрь здания и в мегафон предложил оставшимся там военнослужащим и сотрудникам милиции сложить оружие и сдаться, гарантировав им жизнь. Военнослужащие и сотрудники милиции группами и по одному начали сдаваться. Некоторые из них были задержаны и отведены в Дом Советов. Сторонниками Верховного Совета были также задержаны, разоружены и отведены в Дом Советов заместитель премьера правительства Москвы Александр Брагинский, освобождённый от должности Руцким представитель президента по Москве и Московской области Владимир Комчатов и заместитель начальника финансово-хозяйственного управления мэрии Александр Чернышёв.

Как вспоминает народный депутат России Борис Тарасов, у Брагинского был обнаружен пистолет:
"в вестибюле мэрии вижу возбуждённые лица, много битого стекла. Рассказывают, что двери на всех этажах заперты, из-за них ведётся огонь из стрелкового оружия, лифты не работают. <...>Стреляют неизвестные в штатском. <...> Беру у кого-то мегафон и громко заявляю: «Я генерал Тарасов. Прекратите шум. Сейчас взломаем двери и будем очищать этажи от провокаторов». <...>Вскоре ко мне подвели гражданского человека средних лет. Он был испуган, взволнован. Его начали обыскивать и обнаружили в кобуре на животе пистолет. Раздались крики: «Бей его, вот, кто стрелял!» Я через мегафон потребовал не допускать самосуда, отобрать пистолет и отправить для разбирательства в Дом Советов. Как выяснилось, это был А. Брагинский – заместитель премьера Московского правительства.
По мнению комиссии Госдумы, обстрел демонстрантов при прорыве оцепления и последующая стрельба из здания мэрии, слухи, что стреляли неизвестные лица в гражданском, стали причиной стихийных проявлений агрессии, вылившихся в чрезмерно жёсткие, насильственные действия некоторых сторонников Верховного Совета в отношении ряда гражданских лиц, военнослужащих внутренних войск и сотрудников милиции, находившихся в здании мэрии, а также успевших покинуть его во время захвата. В результате пострадало 8 гражданских лиц и несколько военнослужащих внутренних войск и сотрудников милиции. В частности, членами РНЕ были избиты находившиеся в мэрии военнослужащий внутренних войск Олег Олефиренко и заместитель начальника управления ГУК МВД Василий Сёмин. Избиение Сёмина было прекращено подоспевшим Макашовым. Брагинский с окровавленным лицом был доставлен к начальнику охраны вице-президента России Владимиру Тараненко. Глава охраны Руцкого поинтересовался его самочувствием и дал ему гарантию безопасности, приказав отвести задержанного в дежурную часть милиции и вызвать туда врача.
ОМОН и внутренние войска отступили, оставив военные грузовики «ЗИЛ-131» с ключами в замках зажигания, а также гранатомёт. В распоряжение защитников Дома Советов попали 10—15 военных грузовиков и автобусов, брошенных внутренними войсками с ключами в замках зажигания и 4 БТР, стоявших в оцеплении, но которые не были использованы.
По словам командующего внутренними войсками А. Куликова, он вывел внутренние войска, которые имели лишь резиновые дубинки и щиты, в места их постоянной дислокации для того, чтобы вооружить их огнестрельным оружием и на бронетехнике вновь ввести в город. Это решение было утверждено Ериным.
Демонстранты, возглавляемые Анпиловым и Макашовым, двинулись в сторону телецентра в Останкино (часть из них поехали через весь город на оставленных внутренними войсками у мэрии грузовиках, ни один из них не был остановлен по пути сотрудниками милиции). По данным бывшего руководителя следственной группы Леонида Прошкина, во главе колонны ехал Альберт Макашов на автомобиле «УАЗ» внутренних войск, его телохранители и так называемая боевая группа «Север», на автомобиле ехали лидеры уличной оппозиции Виктор Анпилов и Илья Константинов.
После начала движения манифестантов к телецентру «Останкино» Руцкой подписал указ о назначении министром внутренних дел Василия Трушина, ранее занимавшего эту должность в 1989—1990 годах. Андрей Дунаев назначен министром по особым поручениям. Назначить снова главой МВД Трушина предложил Сергей Бабурин. Однако нет данных, что до штурма 4 октября Верховный Совет успел утвердить назначение Трушина министром внутренних дел, как этого требовали действовавшая Конституция и закон «О Совете Министров-Правительстве Российской Федерации».
Около 16 часов 05 минут командующий внутренними войсками генерал-полковник Анатолий Куликов по радио приказал командиру 6-го ОСН «Витязь» подполковнику Сергею Лысюку выдвинуться к телецентру Останкино для усиления его охраны.
Получив задачу, отряд «Витязь» начал продвижение по Садовому кольцу. В районе Московского Планетария БТРы «Витязя» догнали направлявшуюся в Останкино колонну машин и автобусов сторонников Верховного Совета. Увидев вооружённых людей из охраны генерал-полковника Макашова, Лысюк по рации запросил командующего внутренними войсками Куликова, применить ли оружие. Ему было приказано оружие не применять. Попыток перехватить колонну не предпринималось.
По воспоминаниям Сергея Лысюка, бойцы отряда имели возможность остановить колонну с противниками Бориса Ельцина:

Мы получили команду перекрыть Садовое кольцо в районе гостиницы «Пекин», чтобы не допустить прорыва вооружённых людей в город и обеспечить отход милиционеров от здания парламента и мэрии. Только приступили к выполнению, как Куликов приказал двигаться к пункту постоянной дислокации. Но километра не проехали, как поступила новая вводная: взять под охрану телецентр Останкино.

На проспекте Мира нас обогнала колонна «ЗИЛов» с эмблемами внутренних войск, это к телецентру ехали мятежники. Я запросил по радио руководство, что нам делать? «Следовать в Останкино», — «А если они откроют огонь?», — «Отвечать огнём». Я переспросил два раза — специально, чтобы окружавшие меня люди слышали. Командование подтвердило: «Отвечать огнём». Это был приказ.
Информацию Лысюка подтверждает начальник охраны Макашова, капитан третьего ранга Евгений Штукатуров: колонна, в которой он ехал вместе с защитниками Дома Советов, на проспекте Мира поравнялась с колонной грузовиков с бойцами спецназа МВД «Витязь».
По пути следования автоколонны сторонников Верховного Совета сотрудники ГАИ пытались выставить противотанковые ежи в окрестных улицах на пересечении Новомосковской улицы и проезда Дубовой рощи, Ботанической улицы и 1-й Останкинской и других, но было уже поздно: колонна беспрепятственно проследовала по главной дороге — улице Академика Королёва.
В 16 часов 30 минут по приказу командующего внутренними войсками Анатолия Куликова в Останкино прибыли 84 военнослужащих внутренних войск в/ч 3641 (Софринская бригада внутренних войск), имевших только бронежилеты, каски и резиновые дубинки.
В это же время сотрудниками охраны Верховного Совета за действия, несовместимые со статусом врача, был временно задержан сотрудник Центра экстренной медицинской помощи Правительства Москвы Д. К. Некрасов. Двое сопровождавших его медработников были впоследствии привлечены к оказанию медицинской помощи раненым, поступавшим из Останкино на случайном транспорте. При этом один из медиков пытался мотивировать отказ в предоставлении медицинской помощи сторонникам Верховного Совета ссылкой на «распоряжение Лужкова».
Около 17 часов с целью восстановления работы связи в Доме Советов на Миусский узел на улице Заморенова пришли 6 сторонников Верховного Совета, вооружённые автоматами. Они потребовали от начальника узла связи включить АТС-205, обслуживавшую здание парламента. Однако сделать это с Миусского узла связи, а позднее — с диспетчерского узла связи Московской городской телефонной сети на Беговой аллее не удалось.
По данным Генеральной прокуратуры в 17:00 (по утверждению очевидца событий Марата Мусина в 17.45) 105 военнослужащих отряда спецназа МВД «Витязь» со штатным вооружением, включавшим, в том числе, ручные пулемёты РПК, автоматы, гранатомёты и снайперские винтовки, на 6 БТРах, с ходу взломав бетонное ограждение со стороны Останкинского пруда, заняли здание АСК-1. Войдя в здание, военнослужащие заняли позицию у 17-го подъезда, выходящего на улицу Академика Королёва. Они блокировали вход изнутри с помощью столов, сейфов и других подручных средств, соорудили преграды в других частях здания. БТРы были расставлены вокруг здания, заняв круговую оборону.
Вскоре после этого в телецентр для усиления охраны прибыли 23 сотрудника 3-го отдела Управления охраны, вооружённые 23 пистолетами и одним автоматом.
Первые машины со сторонниками Верховного Совета, в том числе с Альбертом Макашовым и подчинёнными ему вооружёнными людьми, прибыли к зданию АСК-1 почти одновременно с отрядом «Витязь». Ворота наружной ограды здания были закрыты. Макашов в мегафон потребовал от охраны АСК-1 открыть ворота. Не дождавшись ответа, водитель «УАЗа» В. И. Морозов бампером порвал цепь, соединявшую створки ворот, и въехал на территорию телецентра. Вслед за «УАЗом» вошли сторонники Верховного Совета. Около здания АСК-1 начались стихийные митинги. Макашов призвал митингующих соблюдать порядок, ничего не ломать и не бить, поскольку имущество телецентра является народным достоянием.
Сторонники Верховного Совета, прибывшие в «Останкино», потребовали предоставления им прямого эфира. 16 человек из них находились в подчинении Макашова и были вооружены автоматами с укороченным стволом АКС-74У. У демонстранта Николая Абраменкова был ручной противотанковый гранатомёт РПГ-7, взятый после прорыва блокады Дома Советов у неизвестного полковника милиции, вылезшего с ним из милицейского автобуса. Ни сам Абраменков, ни кто-либо другой из подчинённых Макашова не умел обращаться с этим гранатомётом. Одновременно с демонстрантами прибыли БТРы дивизии Дзержинского для защиты телецентра. Макашов в сопровождении своей охраны прошёл в застеклённый вестибюль 17-го подъезда здания АСК-1. Через закрытую внутреннюю дверь вестибюля он потребовал пригласить для переговоров освобождённого от должности Руцким председателя РГТРК «Останкино» Вячеслава Брагина. Вместо Брагина для переговоров с Макашовым вышли заместитель начальника Управления охраны Евгений Поповичев и Ю. П. Гоцюк. Макашов сообщил им, что прибыл с официальными полномочиями от руководства Верховного Совета и и. о. президента Руцкого, предложил не оказывать сопротивления и предоставить возможность представителям Верховного Совета выйти в «прямой эфир», обещав, что после этого сторонники Верховного Совета покинут территорию телецентра. Сотрудники охраны телецентра ответили, что не могут сделать этого без указания, а для этого им необходимо связаться со своим руководством. После этого они ушли и больше не возвращались. Напрасно прождав в 17-м подъезде минут 20—30, Макашов со своими охранниками вышли на улицу. Затем он попытался вступить в переговоры с военнослужащими на БТРах, стоявших у здания АСК-1 со стороны Останкинского пруда, но безрезультатно.
На фотографии Дмитрия Борко, размещённой в интернет-издании «Грани», снятой 3 октября видно, как мужчины средних лет в гражданской одежде с захваченными у милиционеров алюминиевыми щитами, резиновыми палками в руках едут на угнанном грузовике «ЗИЛ-131» с военными номерными знаками по Садовому Кольцу в сторону «Останкино».
В 17:00 у здания мэрии на Тверской, дом 13, начался стихийный митинг сторонников Б. Ельцина, на котором выступали Руслан Мирошник, Вячеслав Крайник, Лев Пономарёв, Валерия Новодворская, другие, а начальник штаба народных дружин Анатолий Цыганок призвал записываться в народные дружины.
В 18:00 Борис Ельцин подписал указ об освобождении А. Руцкого от должности вице-президента России (согласно статье 121. 10 действовавшей Конституции, вице-президент мог быть отрешён от должности только Съездом народных депутатов на основании заключения Конституционного суда). Пресс-секретарь президента Вячеслав Костиков распространил заявление, в котором Ельцин просил москвичей поддержать Кремль. На вечернем совещании в Кремле, по утверждению Александра Коржакова, руководитель группы советников при президенте Геннадий Бурбулис предложил использовать для разгона защитников Дома Советов квантовый генератор, воздействующий лазерным лучом на сетчатку глаза, а Павел Грачёв попросил у коменданта Кремля Михаила Барсукова бойцов для защиты здания министерства обороны.
К 18:00 в центре Москвы сторонниками Ельцина было построено 25 баррикад, в основном вокруг Моссовета, Центрального телеграфа, по улице Тверской.
Пока затягивались переговоры, к 18 часам в телецентр прибыли 31 сотрудник ОМОНа Московского УВД на железнодорожном транспорте с 27 автоматами и 3 пистолетами, во главе с подполковником Столяровым.
После 18 часов поступила телеграмма от министерства топлива и энергетики об отключении электроэнергии в здании Верховного Совета и в здании мэрии города Москвы на основании поручения Владимира Шумейко.
В 18 часов 30 минут в телецентр прибыли 111 военнослужащих Софринской бригады внутренних войск (в/ч 3641) во главе с командиром бригады полковником В. А. Васильевым. С ними приехал заместитель командующего внутренними войсками по кадрам генерал-майор Павел Голубец, который по распоряжению командующего внутренними войсками принял на себя общее командование силами, контролировавшими телецентр.
Голубец поручил Васильеву возглавить оборону АСК-1, а сам с 35 военнослужащими «Витязя», в том числе — командиром отряда подполковником Лысюком, перешёл по подземному переходу в здание АСК-3, где военнослужащие заняли огневые позиции напротив входа в здание. Ранее в здание АСК-3 Голубцом были направлены сотрудники ОМОНа Московского УВД на железнодорожном транспорте с задачей охранять и оборонять здание, не допускать его захвата. Военнослужащим и сотрудникам милиции разъяснялась якобы правомерность применения оружия.
После ухода Павла Голубца Васильев с частью своих подчинённых убыл по его приказу за оружием и боеприпасами для остальных своих подчинённых, находившихся в телецентре, а также чтобы дополнительно привести к телецентру самые боеспособные части своей бригады — разведывательную роту, роту спецназа, роту регулирования движения и комендантской службы, а также БТРы. Кроме того, ему было приказано доставить боеприпасы в здание АСК-3, поскольку перешедшие туда военнослужащие «Витязя» имели при себе лишь один боекомплект, а Голубцом, по его собственному опубликованному признанию, предполагалось длительное ведение огня на поражение. В течение трёх с половиной часов после убытия В. А. Васильев не объявлялся, оружие, боеприпасы и БТРы им доставлены не были.
После неудавшихся переговоров с военнослужащими на БТРах Макашов со своей охраной вернулся к 17-му подъезду здания АСК-1. К ним подошли двое незнакомых мужчин и спросили, что они здесь делают. Один из подошедших, представившись сотрудником телестудии, объяснил, что АСК-1 — административное здание, а в прямой эфир выходят из здания напротив — АСК-3, где находятся передающие устройства и практически нет охраны. Узнав об этом, Макашов со своей охраной и группой «Север» направился ко входу в АСК-3. Туда же переместились большинство митингующих, журналистов и просто любопытствующих.
Когда Макашов со своей охраной подошёл к металлическим ограждениям, выставленным перед фасадом здания АСК-3, из центрального входа в здание к ним вышел начальник 2 отделения 4 отдела Управления охраны майор милиции Виктор Финогенов. Макашов предложил ему не оказывать сопротивления, открыть двери и предоставить возможность представителям Верховного Совета и и. о. президента Руцкого выйти в прямой эфир. Финогенов замялся, а потом пошёл посоветоваться со своим руководством. Больше он на переговоры не выходил.
Митингующие стали перелезать через временное ограждение, выставленное перед зданием АСК-3. Мужчина в гражданской одежде с красной повязкой на рукаве (добровольный народный дружинник) просил этого не делать, но его не послушали. Кто-то предложил убрать ограждение, чтобы люди не подавили друг друга. Митингующие стали разбирать ограждение, но поскольку каждое звено было сковано с соседними, ограждение подняли и целиком оттащили в сторону. Все сгрудились у входа в здание АСК-3.
Независимо от Макашова в переговоры с руководством телецентра пытался вступить народный депутат Российской Федерации Илья Константинов. Подойдя ко входу в здание, он показал стоявшему в дверях офицеру спецназа депутатское удостоверение и попросил позвать кого-либо из руководства. В ответ офицер захлопнул перед ним дверь и передёрнул затвор автомата.
В 19:00 возле здания Моссовета на Тверской продолжают собираться сторонники Ельцина. Их было около тысячи.
Премьер правительства Москвы Юрий Лужков выступил с обращением к жителям столицы. Он указал в нём, что «несанкционированные действия вооружённых бандитских групп, прикрывающихся митинговыми лозунгами и подстрекаемых провокационными призывами Белого дома, продолжают дестабилизировать обстановку в городе и создавать угрозу жизни многих людей». Лужков призвал москвичей «не участвовать в так называемых митингах и шествиях, в результате которых льётся кровь».
Виктор Черномырдин принял Валерия Зорькина, который пытался его склонить к принятию «нулевого варианта». После встречи с ним Зорькин провёл пресс-конференцию, на которой в весьма обтекаемых выражениях дал понять, что правительство Черномырдина не согласно с его предложениями.
В 19:00 здание телецентра охраняют около 480 сотрудников милиции и внутренних войск, представлявших различные подразделения — от хорошо экипированного различными видами вооружений отряда спецназа «Витязь» и ОМОН до солдат одной из войсковых частей внутренних войск, не имевших никакого оружия, кроме резиновых палок. Они были вооружены 320 автоматами, пулемётами и снайперскими винтовками, 130 пистолетами, 12 гранатомётами, в том числе — одним ручным противотанковым гранатомётом РПГ-7. К стрелковому оружию имелось достаточное количество боеприпасов. Телецентр охраняли 6 БТРов. У военнослужащих и сотрудников милиции имелись штатные средства связи, индивидуальной защиты, а также спецсредства.
Митингующие в течение двух с половиной часов проводили стихийный митинг возле телецентра, требуя предоставить им прямой эфир. Среди них есть люди в камуфляжной одежде с автоматическим оружием в руках, похожие на боевиков.
Затем, по данным комиссии Госдумы, подойдя ко входу в АСК-3, Макашов в мегафон объявил находившимся в здании военнослужащим и сотрудникам милиции, что пришли представители законной власти для выхода в «прямой эфир» и предложил им покинуть здание, предупредив об ответственности за применение огнестрельного оружия. Ответа не последовало. Тогда сподвижники Макашова протаранили стеклянные двери АСК-3 одним из оставленных войсками грузовиком: грузовиком они таранят двери здания на улице Академика Королёва, 19, в котором расположены студийные аппаратные программы «Время» Первого канала телевидения (сам Макашов не давал команды на таран дверей телецентра). Как пишет в своих воспоминаниях помощник и. о. министра обороны Ачалова Марат Мусин, находившийся вместе с Макашовым, решение о таране дверей было принято после того, как спецназовец дивизии Дзержинского затащил в здание сотрудника охраны телецентра, который вёл переговоры с Макашовым, и заявлял о том, что охрана телецентра готова перейти на сторону представителей Верховного Совета. Макашов подошёл к закрытым дверям и приказал подойти командиру, схватившему начальника милицейской охраны. Макашов в мегафон объявил, что он — представитель законной власти и добивается предоставления эфира парламенту и исполняющему обязанности президента и что солдаты МВД противодействуют представителям закона и поддерживают участников государственного переворота, поэтому им предлагается свободно покинуть техцентр с заднего хода. Напомнил об ответственности за любой выстрел. За парапетом балкона второго этажа, охватывающим дугой холл первого этажа вокруг главного входа, виднелись торчащие стволы автоматов спецназовцев. Тем не менее никто не спустился. Поскольку на требование Макашова не последовало никакой реакции, двери стали таранить грузовиком. Грузовик выдавил только наружные двери в телецентр. Предлагалось распахнуть и отстоящие от них на метр внутренние двери, пожертвовав крышей кабины грузовика, которая уже начала застревать под нависающей полусферой козырька подъезда. В результате внутренние двери телецентра остались закрытыми, из них только вылетели стёкла. По мнению комиссии Госдумы России, уклонение руководства телецентра и командования контролировавших его военнослужащих и сотрудников милиции от переговоров с Макашовым, о чём сразу становилось известно на продолжавшемся митинге, фактический отказ предоставить «прямой эфир», привели к усилению напряжённости и отдельным, в основном стихийным, противоправным действиям некоторых сторонников Верховного Совета, которые, однако, не могут рассматриваться как «штурм» телецентра.
Как впоследствии отмечает один из руководителей следственной группы Генеральной прокуратуры России, расследовавшей эпизод в «Останкино», Леонид Прошкин:

совершенно определённо можно сказать, что те подразделения и милиции, и внутренних войск, которые по приказу руководства заняли посты в Останкино, не выполнили своих обязанностей постовых, поскольку пост священен и поскольку там было достаточно сил и средств, чтобы не допустить того, что они называют штурмом. Машина, которая колотит стёкла в здании, — помните? Эту машину легко было остановить — и не нужно было бы стрелять по толпе, по людям. Можно было расстрелять радиатор, колёса. И тогда люди бы не пошли на штурм. Не думаю, что они были обязаны стрелять по толпе, по журналистам, по медикам. Есть примечательный кадр, когда едет мужик на велосипеде, похоже пьяный. И его расстреливают. Он падает, а в него снова стреляют…

Командовать обороной прислали заместителя командующего внутренними войсками — генерал-лейтенанта. Но — заместителя по кадрам. Будь там другой заместитель — по боевой подготовке, по оперативной работе, с опытом другой работы — не по кадрам, события развивались бы по другому сценарию. И, очевидно, не было бы и 4-го числа.
Макашов, воспользовавшись ситуацией, подошёл к разбитым дверям в здание, положил свой автомат на землю и в мегафон предложил выйти для переговоров командиру военнослужащих, дав 2 минуты на исполнение своего требования. Находившиеся в здании ответили ему, что пошли за командиром. Услышав, что у находившихся перед входом в телецентр есть гранатомёт, Макашов предупредил военнослужащих, что в случае открытия ими огня они будут подавлены из гранатомёта. В подтверждение своих слов Макашов вслух отдал команду: «Гранатомётчику, подготовиться!» Одновременно он приказал своей охране и группе «Север» оттеснить в сторону митингующих, журналистов и любопытствующих. Его распоряжение было выполнено.
В это время гранатомёт РПГ-7 В-1 и одна граната к нему находились у демонстранта Николая Абраменкова. Услышав команду Макашова, Абраменков взял гранатомёт на плечо и присел на одно колено. Являясь сугубо гражданским человеком, никогда не служившим в армии, он не мог взвести гранатомёт и зарядить гранату. Из толпы ему начали кричать, что нужно снять колпачок гранаты, а также давать другие советы.
Подошедший к Абраменкову, участковый из Санкт-Петербурга, сторонник Верховного Совета Михаил Смирнов, после короткого спора, взял у него гранатомёт и одну гранату к нему, а затем демонстративно произвёл перед входом в здание телецентра манипуляции, имитирующие подготовку к прицельной стрельбе из гранатомёта.
Увидев гранатомёт, офицер «Витязя» Игорь Чекулаев приказал снайперам своей группы держать Смирнова на прицеле. Он получил также приказ командира отряда подполковника Лысюка в случае штурма оказать сопротивление. Военнослужащие «Витязя» поднялись из вестибюля на первый этаж и укрылись за бетонным парапетом внутреннего балкона.
Совершив манипуляции с гранатомётом, Смирнов вплоть до начала обстрела продолжал находиться перед входом в здание телецентра.
- На одной из фотографий репортёра РИА Новости Игоря Михалёва, видно, как военный грузовик таранит двери входа в здание телецентра на ул. Академика Королёва, 19.
- На другом снимке того же автора, возле уже разбитого входа телецентра стоит демонстрант в камуфляжной форме без опознавательных знаков с гранатомётом в руках.
- На третьем снимке непосредственно возле входа в телецентр стоят трое мужчин, вероятно, демонстрантов. На одном из мужчин — камуфляжная форма, на других — гражданская одежда. У двоих в руках — автоматы Калашникова.

19.07. Макашов и три человека из его охраны через правое от главного входа разбитое окно вошли в здание телецентра. Охрана заняла позицию под лестницей, а сам он сделал несколько шагов внутрь здания. Охранявшие Макашова заметили остановившийся на его щеке «зайчик» от лазерного прицела. Евгений Штукатуров, опасаясь за его жизнь, вывел его из здания. За ними вышли двое других членов охраны. Макашов сказал членам группы «Север», чтобы они стояли у входа в здание АСК-3, а он пойдёт оценит обстановку и свяжется с Руцким. После этого он ушёл в сопровождении Штукатурова и ещё 3 членов своей охраны. Больше у входа в здание АСК-3 они не появлялись.
Через несколько минут после того, как Макашов покинул площадку перед входом в АСК-3, выстрелом со внутреннего балкона 1-го этажа указанного здания через разбитое окно был ранен один из членов охраны Макашова Николай Крестинин, одетый в гражданскую одежду. Затем, когда раненого Крестинина донесли до машины скорой помощи, раздалось два или три почти одновременных взрыва у пролома на месте дверей (осколками были ранены стоявшие рядом демонстранты), и одновременно внутри здания среди бойцов «Витязя» произошёл взрыв неустановленного взрывного устройства, от которого погиб рядовой спецназа Николай Ситников. Согласно справке ГУК ВВ МВД, а также по утверждению командующего внутренними войсками МВД Анатолия Куликова, гибель Ситникова произошла в 19.10. По версии следствия Генеральной прокуратуры, гибель Ситникова произошла около 19 часов 30 минут.
1. По версии сторонников Ельцина (в том числе, командира «Витязя» С. Лысюка[50]), поддержанной подавляющим большинством СМИ, это был выстрел из гранатомёта РПГ-7 В-1 со стороны демонстрантов[44][60]. Граната попала в стену позади рядового, и он был поражён осколками в затылок.
2. По версии следственной группы, выстрел из единственного гранатомёта, имевшегося у демонстрантов, не производился. Следствие посчитало доказанным, что на месте гибели рядового взрыва боевой части гранаты не было, так как разрыв тандемного кумулятивного заряда противотанкового гранатомёта РПГ-7 не мог не оставить следов на стене. Следы использованного взрывчатого вещества найдены не были. В связи с этим, экспертами и следователями высказывалось предположение, что взорвано было одно из не оставляющих следов спецсредств, имевшихся в распоряжении «Витязя», либо случайно, либо намеренно, с целью мобилизовать бойцов на открытие огня по толпе[44].

В 2003 году в интервью газете «Московский Комсомолец» Леонид Прошкин заявил: «В частных беседах с командованием „Витязя“ я не раз задавал вопрос, чем и почему убили Ситникова. Многие признавали, что солдат был убит средствами спецназа, но что именно использовали для убийства, мы вряд ли уже узнаём.».
По мнению комиссии Госдумы, возможной причиной гибели Ситникова стал случайный выстрел из гранатомёта одного из находившихся в здании АСК-3 военнослужащих.
В 2005 году в программе «Чистосердечное признание» телеканала НТВ была показана видеозапись, из которой следует, что взрыв у входа АСК-3 произошёл после того, как был сделан выстрел из гранатомёта со стороны противоположного здания телецентра — АСК-1 (куда сторонники Верховного Совета не проникали). По данным Прошкина и по данным комиссии Госдумы в здании АСК-1 находились военнослужащие внутренних войск и сотрудники милиции. По утверждению Марата Мусина, в момент взрыва у входа АСК-3 в здании АСК-1 находилось 95 автоматчиков ОСН «Витязь».
В докладе комиссии Госдумы говорится, что два взрыва у входа АСК-3 были вызваны разрывами гранат, выпущенных из подствольных гранатомётов кем-то из военнослужащих внутренних войск. Одним из этих выстрелов была разбита бетонная цветочная клумба перед входом в здание АСК-3.
В 19:20 по версии газеты «КоммерсантЪ», генерал А. Макашов потребовал от военных, находившихся в здании «Останкино», сложить оружие в течение трёх минут и покинуть здание. Здание на тот момент, по данным газеты, охраняли около 1200 военнослужащих, 6 БТР, 105 бойцов отряда спецназа «Витязь» и 110 сотрудников управления охраны. По истечении срока ультиматума митингующие, по версии газеты «КоммерсантЪ», изложенной в репортаже в 1993 году, стали таранить вход в телецентр. Сторонники Верховного Совета, по данным издания, обстреляли здание из гранатомёта, оттуда был открыт ответный огонь.
Очевидец событий у Останкино, помощник Ачалова Марат Мусин первоначально считал, что Крестинин был ранен с крыши АСК-1. В 7-ю годовщину событий октября 1993 года Крестинин был в гостях у Мусина и показывал ему след ранения, на основании которого Мусин сделал вывод, что первый выстрел произвели не из АСК-1, а в спину — из АСК-3.
Внутри здания АСК-3 был застрелен видеоинженер Сергей Красильников. По данным комиссии Госдумы России, убийство совершил «кто-то из военнослужащих внутренних войск и милиции». По данным бывшего следователя Прошкина, Красильников был убит сотрудниками МВД или военнослужащими. По данным помощника Ачалова Мусина, стрелял один из «Витязей». Выстрелом снаружи здания (даже в случае рикошета) это сделано быть не могло[нужна атрибуция мнения].
В октябре 2018 года Сергей Лысюк в интервью «Известиям» не исключил, что Красильников мог погибнуть от пули его бойцов: «Да, был убит Красильников. Я не исключаю, что в пылу перестрелки он попал под шальную. Эта шальная могла быть и нашей. Трудно сказать, потому что это война.».
По показаниям начальника смены отдела оперативных информационных программ телецентра, данным во время предварительного следствия, находившиеся в холле центрального входа в здание АСК-3 военнослужащие и сотрудники милиции не позволили ему подойти к лежавшему Красильникову для оказания помощи, угрожая открыть огонь на поражение. Разрешение оказать помощь не было дано даже тогда, когда он, надев взятый в медпункте белый халат, попытался представиться медработником.
Согласно ряду источников, в 19:12, после взрыва, спецназ и БТРы начали вести огонь из автоматического оружия по толпе, собравшейся у телецентра, что привело к гибели по меньшей мере 46 человек, среди которых было несколько журналистов. Каких-либо предупреждений находившимся перед телецентром людям об открытии огня на поражение сделано не было. Среди первых погиб оператор германской телекомпании ARD Рори Пек, снимавший возле входа в телецентр.
Непосредственный приказ об открытии стрельбы на поражение был отдан заместителем командующего внутренними войсками Павлом Голубцом с санкции своего начальника Анатолия Куликова. По мнению комиссии Госдумы, есть основания полагать, что этот вопрос был согласован с Кремлём. Приказ Голубца был продублирован командиром «Витязя» подполковником Лысюком, бросившим сигнальную свето-шумовую гранату.
Первый шквал огня продолжался от 10 до 20 минут. Затем последовало короткое затишье и новое усиление стрельбы, продолжавшееся примерно такое же время. Затем наступило более длительное затишье, связанное, по мнению комиссии Госдумы, с тем, что военнослужащие и сотрудники милиции в значительной мере расстреляли имевшийся у них боекомплект.
В 19:26 диктор «Останкино» Лев Викторов объявил о прекращении эфира, сославшись на вооружённую осаду телекомпании.
Прекращены передачи по 1, 4 и 6 каналам телевидения, а также по московскому телеканалу, радиопрограммам «Радио-1», «Маяк», «Орфей» и Радио России. В эфире остался лишь телеканал государственного Российского телевидения, чья эфирная студия располагалась на 5-й улице Ямского поля, и радиопрограмма «Юность», вещавшаяся из технического корпуса Государственного дома радиовещания и звукозаписи. Эвакуация сотрудников АСК-3 не начиналась вплоть до начала штурма. Некоторые сотрудники вообще не знали о происходящем и даже шли съёмки телепередачи с участием детей.
19.30. Над Белым домом появились милицейские вертолёты. C целью восстановления телефонной связи в Доме Советов к зданию Управления Московской городской телефонной сети в Настасьинском переулке пришли около 300 безоружных гражданских лиц из числа сторонников Верховного Совета. Они потребовали, чтобы к ним вышел для переговоров начальник управления В. Ф. Васильев. Васильев к манифестантам не вышел. Узнав о происходящем, и. о. министра связи Владимир Булгак позвонил начальнику ГУВД Москвы Панкратову с просьбой об «экстренном вмешательстве». Через некоторое время сторонники Верховного Совета были разогнаны сотрудниками ОМОНа.
Около 19 часов 30 минут, по команде Черномырдина было произведено отключение первого телеканала и выдана в эфир заставка, сообщавшая не соответствовавшую действительности информацию, что «вещание по первому и четвёртому каналам нарушено ворвавшейся в здание вооружённой толпой». Примерно в это же время неустановленными военнослужащими из проельцински настроенных военных подразделений была сделана попытка повредить или вывести из строя находившийся в районе телецентра Центр управления магистральных связей.
К 20 часам к телецентру прибыли ещё 58 военнослужащих «Витязя» на 3 БТРах. У них имелось 52 автомата и снайперских винтовки, 6 пулемётов и 3 гранатомёта. Одновременно прибыли 100 военнослужащих в/ч 3186 на 10 БТРах.
По показаниям корреспондента Агентства печати «Новости» Алексея Бойцова, данным во время предварительного следствия, он видел, как несколько граждан вынесли из-под огня раненого корреспондента Московского бюро газеты «Нью-Йорк Таймс» Отто Пола, который сказал им, что там же остался упоминавшийся выше раненый американский юрист Терри Майкл Дункан. Один из этих людей трижды обращался к военнослужащим, находившимся в здании АСК-3 и обстреливавшим данный район, уговаривая пропустить его и дать возможность вынести раненого иностранца. Из здания отвечали нецензурной бранью. Тогда этот мужчина, махнув рукой, поднялся и направился к Дункану, но тут же был ранен в спину автоматной очередью из здания АСК-3. Мужчину за ноги вытащили из-под обстрела и унесли. Как установило следствие, этим мужчиной был погибший Юрий Михайлов, безработный житель Москвы.
По свидетельству демонстранта Николая Абраменкова, во время обстрела находившиеся в здании АСК-3, обстреливали здание АСК-1. Один из БТРов «Витязя» выехал на улицу Академика Королёва и обстрелял из пулемёта верхний этаж здания АСК-3. Это же подтверждают другие свидетели, в частности пострадавший Юрий Межоннов, сообщивший, что после начала стрельбы из автоматического оружия выехали БТРы, один из которых «ездил и стрелял просто по стене АСК-3».
Никаких попыток поджечь этот БТР со стороны военнослужащих, на вооружении которых находилось 12 гранатомётов, в том числе мощный противотанковый РПГ-7, сделано не было.
По мнению комиссии Госдумы, не исключено, что обстрел военнослужащими и сотрудниками милиции зданий АСК-1 и АСК-3, от которого практически никто из них не пострадал (по данным следствия, лёгкие ранения и травмы получили 3 военнослужащих «Витязя»), производился умышленно, с целью имитировать бой с вооружёнными сторонниками Верховного Совета, чтобы впоследствии оправдать массированное применение оружия.
Ответный огонь со стороны вооружённых людей, приехавших с генерал-полковником Макашовым, практически не вёлся. Некоторыми членами личной охраны Макашова под шквальным огнём были сделаны отдельные, фактически неприцельные выстрелы, которые, по данным следствия, не причинили сколько-нибудь значительного вреда находившимся в здании АСК-3 военнослужащим и сотрудникам милиции. Большинство членов личной охраны Макашова, находившихся в момент начала обстрела перед входом в здание АСК-3, были контужены взрывами гранат, ранены и фактически не могли оказать сопротивление.
Некоторые наиболее решительно настроенные люди, не имея оружия, пытались защититься путём оказания активного сопротивления стрелявшим. Они сливали бензин из стоявшего на улице Академика Королёва автотранспорта в бутылки, взятые в расположенной в Дубовой роще пивной, и, бросая их в окна, подожгли некоторые помещения АСК-3.
В 20 часов было распространено Обращение Совета Министров — Правительства Российской Федерации к москвичам и гражданам России, в котором, ответственность за кровавые события была возложена на «преступные элементы, подстрекаемые из Белого Дома», заявлено, что Правительство вынуждено прибегнуть к силе, а также о запрещении впредь до особого распоряжения проведения митингов и демонстрацией в связи со введением с 16 часов в городе Москве чрезвычайного положения в соответствии с указом Ельцина № 1575.
В это же время освобождённый от должности Руцким первый вице-премьер Егор Гайдар связался по телефону с и. о. председателя Госкомитета по чрезвычайным ситуациям Сергеем Шойгу и поручил ему срочно подготовить к выдаче 1000 автоматов с боезапасом, принадлежавших подведомственной ему системе гражданской обороны. Шойгу дал гарантию, что в случае необходимости будет роздано оружие демонстрантам — сторонникам Ельцина для непосредственного участия в боевых действиях в Москве. По мнению Гайдара, лишь после этого — около 2 часов утра 4 октября военные стали исполнять приказы Ельцина и войска двинулись в Москву.
Гайдар связался также по телефону с Ельциным и Ериным, и согласовал с ними вопрос об обращении за поддержкой к гражданам.
В 20:00 у здания Моссовета на Тверской начался организованный митинг, были сформированы 59 народных дружин и отрядов общей численностью 16 000 человек, подготовлен резерв из 20 000 добровольцев. Дружины и отряды охраняли комплекс зданий правительства Москвы (Тверская, 13), комплекс редакции газеты «Известия», радиоцентр на Пятницкой, были устроены баррикады на Васильевском спуске, за Центральным телеграфом, на улицах Никитской, Станкевича и некоторых других. Киностудия «Мосфильм» была готова предоставить штабу обороны мэрии более 100 единиц бронетехники, которая использовалась для съёмок, а компания «Автолайна» 9 БРДМ. Рукописные списки с описанием ориентировочных мест ответственности отрядов Московской народной дружины.
Приблизительно после 20:00 указом Руцкого главой администрации Москвы вместо Сергея Ивченкова был назначен председатель Краснопресненского районного Совета народных депутатов Александр Краснов. Однако реальную власть в столице он не имел.
В 20:10 атака сторонников Верховного Совета на телецентр в Останкино прекратилась.
По данным комиссии Госдумы, в 20 часов 19 минут было произведено отключение в Доме Советов электроэнергии. По воспоминаниям ведущего специалиста Комитета по промышленности и энергетике ВС Ларисы Ефимовой здание парламента было отключено от электрической сети около 21:00. Энергоснабжение было возобновлено лишь через 2 дня.
В 20:30 Егор Гайдар по телевидению обратился к сторонникам Ельцина с просьбой собираться у здания Моссовета. Из собравшихся отбирают людей с боевым опытом, и формируют отряды для захвата и охраны объектов, таких как московские райсоветы.
В здании Моссовета находятся освобождённые от занимаемых должностей Руцким мэр Москвы Юрий Лужков и руководитель администрации президента Сергей Филатов, которые проводят набор демократически настроенных людей с боевым опытом.
К 20 часам 30 минутам 4 военнослужащих «Витязя» доставили в телецентр боеприпасы и дополнительное вооружение — 17 автоматов, пулемётов, снайперских винтовок, 5 подствольных гранатомётов и 1 пистолет. В распоряжение генерал-лейтенанта Павла Голубца прибыли также 90 военнослужащих в/ч 5401 и 89 военнослужащих в/ч 5476, имевших на вооружении 155 автоматов и снайперских винтовок, а также 26 пистолетов.
20.40. Глеб Якунин и Егор Гайдар призвали сторонников Ельцина собираться у здания Моссовета и на Красной площади. Кутузовский проспект и Краснопресненская набережная контролируются сторонниками Верховного Совета, передаёт радио «Свобода». Верных Ельцину омоновцев здесь нет.
Около 21 часа к телецентру на 5 БТРах прибыли ещё 10 военнослужащих в/ч 3485. Таким образом, к 21 часу в телецентре было сосредоточено около 900 военнослужащих и сотрудников милиции, вооружённых штатным оружием с достаточным количеством боеприпасов, при 24 БТРах.
Попытки сопротивления со стороны демонстрантов лишь подхлестнули новое усиление стрельбы, которая вновь велась фактически по всём людям, находившимся возле телецентра, в том числе из БТРов. Ситуация усугубилась тем обстоятельством, что к этому времени к телецентру подошла основная колонна манифестантов, двигавшаяся пешком от Дома Советов. Подходившие к телецентру колонны БТРов внутренних войск принимались манифестантами за долгожданную помощь.
После подхода основной колонны манифестантов командование военнослужащими и сотрудниками милиции, находившимися в телецентре, уклонилось от переговоров о прекращении огня по безоружным людям.
Между 20 и 21 часами в Дом Советов стали поступать раненые из Останкино, а также прибывать граждане с просьбой об оказании вооружённой помощи.
Была сделана неудачная попытка получить оружие для готовых ехать в Останкино добровольцев в Краснопресненском РУВД. Подъехав к зданию РУВД, руководители группы добровольцев вступили в переговоры с руководством управления, которое вначале всячески тянуло время, требуя привезти мандат от Руцкого, а затем задержало находившихся в здании РУВД сторонников Верховного Совета, предложив остававшейся на улице основной части добровольцев разойтись в обмен на освобождение указанных лиц. После прибытия сотрудников милиции, давших очередь из автомата поверх голов сторонников Верховного Совета, последние, так и не получив оружия, покинули район здания РУВД.
Неудачей закончились и несколько других аналогичных попыток. В результате вооружённая помощь к телецентру «Останкино» направлена не была.
Около 21 часа, с целью обеспечения переезда на своё рабочее место назначенного Руцким и. о. министра обороны Ачалова, снаружи у подъездов здания Министерства обороны расположились сторонники Верховного Совета. Около 22 часов они были рассеяны находившимися в здании министерства членами «Союза ветеранов Афганистана».
21.05. Александр Руцкой призвал народ занимать «ключевые пункты». Белый дом ждёт штурма.
21.07. В районе Лубянской и Старой площадей всё спокойно, у комплекса правительственных зданий дежурят 10 милиционеров, правда, с автоматами. В метро гражданские лица везут из «Останкино» пробитые омоновские щиты — вероятно, на сувениры.
21.10. На Васильевском спуске собралось уже около 300 сторонников Бориса Ельцина. Люди продолжают подходить.
В 21:30 Виктор Черномырдин провёл совещание с силовыми министрами Ельцина, был создан оперативный штаб по поддержанию порядка во главе с заместителем министра обороны Константином Кобецом.
В 21:30 с балкона Моссовета выступил Константин Боровой, потребовавший раздать оружие сторонникам Ельцина. В городском штабе народных дружин началось формирование отряда из военнослужащих, всего набралось около двух с половиной тысяч офицеров и прапорщиков запаса. Некоторые выступавшие на митинге призывали к силовому подавлению Верховного Совета и его сторонников, призывали москвичей выйти на улицы.
Собравшиеся по призыву Гайдара блокировали движение автотранспорта по некоторым улицам, ведущим к Кремлю. На Тверской, Станкевича, Никольской и ряде других улиц ими были возведены баррикады. Началось формирование отрядов для охраны подступов к Кремлю. У памятника Юрию Долгорукому были сосредоточены «офицерские десятки» «Живого кольца» и сотрудники охранных подразделений коммерческих структур, которых предполагалось вооружить автоматическим стрелковым оружием.
И. о. председателя Госкомитета по чрезвычайным ситуациям Шойгу подготовил к выдаче собравшимся у Моссовета сторонникам Ельцина 1000 автоматов с боеприпасами, принадлежавшие системе гражданской обороны города Москвы.
21:45. Предложенный Руцким на пост министра внутренних дел Василий Трушин распорядился освободить сотрудников мэрии Москвы, захваченных днём.
Около 22 часов Ельцин отдал устные распоряжения Ерину, Грачёву и коменданту Кремля Барсукову о подготовке сил к возможному штурму Дома Советов.
22.00. Здание Моссовета было окружено собравшимися по призыву Гайдара сторонниками Ельцина. Около тысячи людей под трёхцветными флагами, по их словами, готовы «стоять до конца». На продолжавшемся митинге заместитель премьера правительства Москвы Константин Буравлев призвал митингующих ещё хотя бы час оставаться у Моссовета «пока производится передислокация воинских частей». Во двор здания Моссовета введены более полусотни бойцов спецназа Министерства безопасности. Находившиеся у здания Моссовета сотрудники ОМОН были отведены. К Моссовету прибыли около 100 военнослужащих внутренних войск.
В Доме Советов по распоряжению Александра Руцкого введён комендантский час. Все передвижения в ночное время по коридорам запрещены.
Поздно вечером к телецентру Останкино двигалась колонна Таманской дивизии, но была остановлена. Причиной тому, по мнению Александра Коржакова, была потеря Министерством обороны управления своими войсками.
22.10. В город введены Таманская, Тульская и Кантемировская дивизии.
В 22:15 к Белому дому пришли 3 автобуса со сторонниками парламента. У Останкино обстановка в это время начала стабилизироваться, и сотрудники телецентра получили возможность попасть в аппаратные. Восстановилась работа телекомпании «Останкино».
22.20. К телецентру Останкино прибыли уже около двух десятков БТРов.
В 22 часа 30 минут военнослужащие внутренних войск разогнали Временный оперативный штаб Моссовета. При этом был незаконно задержан руководитель штаба — заместитель председателя Моссовета Юрий Седых-Бондаренко. Находившиеся в Моссовете депутаты были подвергнуты незаконному обыску и насильственно выдворены из здания. В здании не осталось больше ни одного депутата Моссовета.
У самого Моссовета продолжается митинг. На площади — около полутора тысяч человек. По словам сопредседателя Партии экономической свободы Константина Борового, верные Ельцину войска движутся к столице России. Отряды невооружённых москвичей движутся к телецентру, чтобы блокировать дороги. Решено не пропускать грузовики и автомобили скорой помощи, на которых в этот район доставляется оружие, а также поливальные машины. Выступивший Егор Гайдар сообщил собравшимся, что только что виделся с Борисом Ельциным, который надеется на поддержку москвичей.
22.30. Иностранные журналисты покидают здание Верховного Совета.
22.35. По Ленинскому проспекту по направлению к центру города движется колонна бронетехники. Как сообщил корреспондентам один из организаторов народного ополчения в защиту Бориса Ельцина, в отряды уже записалось более 700 человек. Они перекроют подходы к Моссовету.
22.40 30 БТР и 40 грузовиков с личным составом 27-й Севастопольской отдельной мотострелковой бригады (бывшая Особая дивизия КГБ) проследовали по Ленинскому проспекту в сторону Садового кольца.
22.45. Прекратило передачу сообщений государственное информационное агентство ИТАР-ТАСС. После короткого перерыва ИТАР-ТАСС возобновило передачу информации.
В период с 21 до 23 часов от огня БТРов, ездивших по улице Академика Королёва, пострадало большое число безоружных гражданских лиц, в том числе случайных прохожих и наблюдавших за событиями.
После прибытия колонн БТРов движение автотранспорта по улицам, прилегающим к телецентру, по-прежнему, перекрыто не было. Из БТРов были обстреляны находившиеся поблизости от телецентра жилые дома, Останкинская телебашня и Храм Троицы Живоначальной в Останкине. Находившиеся в зданиях АСК-1 и АСК-3 военнослужащие внутренних войск и сотрудники милиции обстреливали проезжавшие автомашины и рейсовые автобусы с пассажирами. В результате были убиты и получили ранения различной степени тяжести непричастные к происходившему лица.
К 23 часам основная масса находившихся у телецентра людей была рассеяна. В то же время, в отсутствие объективной информации, привлечённые раздававшимися в районе телецентра выстрелами, люди в одиночку и небольшими группами продолжали прибывать. Среди них было много молодёжи, а также дети. По ним открывался огонь на поражение из автоматического оружия и с БТРов. Жертвами продолжавшейся стрельбы по людям становились также продолжавшие работать журналисты и случайные прохожие. При этом подавляющее большинство пострадавших не совершало каких-либо агрессивных действий. Некоторые из них пробыли у телецентра всего 2—3 минуты, после чего были ранены или убиты. Стрельба велась не только по оказавшимся в непосредственной близости от зданий АСК-1 и АСК-3, но и по людям, появлявшимся на дальних подступах к этим зданиям, а также по находившимся в прилежащих к телецентру жилых кварталах.
Многие пострадавшие пришли к телецентру после прослушивания телевизионного обращения Гайдара, который по РТВ призвал москвичей «поддержать в эту трудную минуту российскую демократию, прийти ей на помощь, собраться у здания Моссовета, с тем, чтобы объединёнными усилиями встать на защиту». Аналогичную провокационную роль сыграли сообщения некоторых электронных средств массовой информации, что в Останкино идёт бой и формируются отряды для защиты телецентра от «сторонников Руцкого и Хасбулатова».
В 23:00 Альберт Макашов отдал приказ сторонникам Верховного Совета отступать из Останкино к Дому Советов. В то же время заместитель министра обороны Константин Кобец возглавил вновь созданную (по решению Черномырдина) оперативную группу по стабилизации ситуации в городе. На совещании в Министерстве обороны в российском военном командовании обозначился раскол по вопросу применения войск в Москве. В Кремле также обсуждался этот вопрос. Приказ о штурме Верховного Совета всё ещё не был не отдан.
В Конституционном суде закончилось совещание субъектов Федерации с участием представителей 20 регионов. Предложено 4 октября собрать Совет Федерации. Подписано обращение к Виктору Черномырдину: «Мы требуем от правительства РФ остановить насилие, не отдавать приказа применения оружия войскам, частям ОМОНа, милиции, отказаться от силовых методов решения политического конфликта». Представители совещания потребовали немедленно восстановить действие конституции РФ в полном объёме, а также создать условия для деятельности Верховного Совета России, кроме того, обеспечить отражение в государственных СМИ всей полноты общественного мнения по сложившейся ситуации и предоставить прямой эфир представителям субъектов Федерации.
Около 23:00 Борис Ельцин ушёл спать в комнату в Кремле.
23.15. Спецотряд у станции метро «Баррикадная» проверяет идущих к Белому дому на предмет наличия оружия. У Дома Советов часть отрядов вооружают ломами и дубинками.
В 23 часа 20 минут было распространено обращение Ельцина к гражданам России, в котором он обвинил руководство Верховного Совета в организации массовых беспорядков, попытках вооружённого захвата государственных учреждений и пролитии крови, объявил о введении чрезвычайного положения в Москве на одну неделю, освобождении Руцкого от должности вице-президента и его увольнении из рядов российской армии, а также сообщил, что располагает необходимыми силами для восстановления порядка.
К 23 часам 30 минутам здание министерства обороны было взято под охрану военнослужащими Таманской дивизии. В это же время Егор Гайдар, выступая на митинге сторонников Ельцина у Моссовета, призвал собравшихся не полагаться на «лояльность, на верность наших силовых структур» и принять активное участие в событиях.
23.40. Владимир Шумейко через «Эхо Москвы» призвал граждан к спокойствию. По его словам, Борис Ельцин провёл совещание, на котором сообщил, что согласен одновременно провести парламентские и президентские выборы. По мнения Шумейко, обстановка к утру должна стабилизироваться — так он заявил корреспонденту «Эха Москвы».
В полночь группой из пяти вооружённых лиц была предпринята попытка захватить линейный отдел внутренних дел Ленинградского вокзала Москвы. Милиционеры дежурной смены ЛОВДТ отразили нападение и задержали нападавших (у них изъяли три автомата с 10 снаряжёнными магазинами и два пистолета).
23.45 Егор Гайдар, выступая на митинге у Моссовета, заявил, что «чаша весов склоняется на сторону Ельцина».
В 23 часа 58 минут около 2000 сторонников Ельцина организованной колонной начали движение по Тверской улице от Моссовета к Кремлю для строительства баррикады на Васильевском спуске. По данным комиссии Госдумы, представителями Кремля были вооружены некоторые гражданские лица.
Ближе к ночи в Дом Советов начали доставлять пострадавших из Останкино. Их размещали в фойе первого этажа центрального подъезда и оказывали первую помощь.

## 4 октября, понедельник
По данным Генпрокуратуры, 3-4 октября в районе телецентра было убито или впоследствии скончалось от полученных ран не менее 46 человек. Телесные повреждения различной степени тяжести получило не менее 124 человек.
00.00. По некоторым данным, по приказу Павла Грачёва из Рязани для защиты Московского Кремля направляется 27-я отдельная мотострелковая бригада, всего же в столице в настоящий момент находится около 50 тысяч военных, верных Борису Ельцину. К этому часу в городе ждали также батальон милиции из Тулы.
Более 15 тысяч человек участвуют в митинге, проходящем в ночь с воскресенья на понедельник у Моссовета. Выступивший на этом митинге Лев Пономарёв призвал его участников не покидать площадь до утра и встать «на защиту демократии».
У Моссовета формируются отряды добровольцев по 50 человек для защиты демократии. Они выстраиваются в колонны. Среди его защитников — женщины, никто не вооружён. Отряды самообороны строят баррикады, перегораживающие Тверскую улицу от Пушкинской площади до Моссовета в трёх местах, разбирая строительные леса бывшего здания ВТО на углу Пушкинской площади.
На заседании коллегии Министерства обороны командующие родами войск и военными округами заявили о верности Ельцину.
Принято решение ввести в Москву воинские части с задачей взять под охрану все жизненно важные объекты города и восстановить в столице закон и порядок.
Около 12 часов ночи в Дом Советов по собственной инициативе прибыли 18 военнослужащих 326 отдельного учебного зенитно-ракетного полка войск противовоздушной обороны во главе с командиром полка полковником Юрием Бородиным. Они были вооружены 17 автоматами и 1 пистолетом ПСМ, взятыми в полку. Руководством обороны Дома Советов прибывшим была поставлена задача охранять 20 и 8 подъезды, принять участие в обеспечении пропускного режима через указанные подъезды.
В это же время начальник Службы безопасности Президента России Александр Коржаков вызвал своего заместителя по боевой подготовке, капитана первого ранга Геннадия Захарова, сообщил о принятом Ельциным решении силой «очистить» здание Верховного Совета и приказал ему поехать к Павлу Грачёву с целью подготовки приезда Ельцина в Министерство обороны России для выработки плана конкретных действий. Захаров высказал Коржакову свои соображения о возможных вариантах силовой «очистки» Дома Советов, предложив использовать для этой цели спецподразделения «Альфа» и «Вымпел», которые в ходе операции, во избежание потерь среди личного состава, должны были быть доставлены на бронетехнике непосредственно к подъездам по периметру Дома Советов. Для деморализации находившихся в Доме Советов было предложено предварительно произвести несколько выстрелов из танков по верхним этажам здания. Это план был одобрен Коржаковым.
По воспоминаниям Александра Коржакова:

Захаров нарисовал схему, из которой следовало, что для взятия Белого дома требуется всего-то десяток танков: пять боевых машин откроют стрельбу с Калининского моста, а остальные пять — с противоположной стороны. Грохот пушек психологически воздействует на людей очень сильно, вызывает панику и деморализует обороняющихся. А жертв может и вовсе не быть — стрелять танки начнут после предупреждения, по пустующим этажам.
Также в это же время префект Центрального округа Москвы, выступая на митинге сторонников Ельцина у Моссовета, зачитал указ Ельцина об отстранении Руцкого от должности вице-президента и призвал собравшихся оставаться у здания Моссовета, самостоятельно ничего не предпринимать и координировать свои действия с милицией и войсками. Член штаба «дружины обороны Моссовета» генерал Анатолий Кириллов направил к Дому Советов для «разведки» около 4500 гражданских лиц из числа собравшихся у Моссовета в поддержку Ельцина.
Красная площадь перекрыта баррикадами только с двух сторон — перегорожены Никольская улица и Исторический проезд. Усилена охрана радиостанции «Эхо Москвы».
В ночь на 4 октября Конституционный Суд начал рассмотрение конституционности действий и решений высших должностных лиц исполнительной и законодательной власти в свете заключения суда «О соответствии Конституции Российской Федерации действий и решений Президента Российской Федерации Б. Н. Ельцина, связанных с его Указом „О поэтапной конституционной реформе в Российской Федерации“ от 21 сентября 1993 года № 1400 и Обращением к гражданам России 21 сентября 1993 года», а также требования Председателя Конституционного Суда от 22 сентября 1993 года. По результатам рассмотрения было принято заявление, в котором отмечается, что начавшиеся в последние дни при посредничестве Патриарха Московского и Всея Руси Алексия II переговоры, имевшие целью преодолеть силовое противостояние федеральной законодательной и исполнительной властей, сорваны. В заявлении также говорится, что кровопролитие в Останкино спровоцировали обе стороны политического противостояния.
В 00 часов 30 минут, выступая на митинге сторонников Ельцина у Спасской башни Кремля, пресс-секретарь президента Вячеслав Костиков заявил, что «пока над страной висит тень коммунистических Советов, нормальной жизни в стране не будет».
В это же время по каналам ВГТРК было распространено выступление журналиста газеты «Московский комсомолец» Александра Минкина, в котором он призывал к решительным действиям против Верховного Совета.
00.45. Председатель РГТРК «Останкино» Вячеслав Брагин заявил, что здание телецентра охраняется БТРами дивизии Дзержинского.
00.50. Как сообщил журналистам представитель Главного медицинского статистического управления Москвы Игорь Надеждин, к этому часу в больницы в различных районах города обратилось 120 пострадавших. В Доме Советов работают три врача скорой помощи, доктор Некрасов по-прежнему содержится взаперти в наручниках.
00.55 Александр Руцкой по рации связался с руководством МВД и заявил, что не отдавал приказа начинать боевые действия.
Около 1 часа на митинг сторонников Ельцина у Спасской башни прибыл Егор Гайдар и призвал собравшихся идти к Моссовету. Примерно в это же время в Пресс-центре мэрии Москвы журналистам было заявлено, что городские власти не отвечают ни за какие призывы к безоружным людям пытаться блокировать передвижение различных формирований по городу.
01.30. На Тверской продолжается митинг в поддержку Б. Ельцина. У Моссовета — толпа в несколько тысяч человек. Все прилегающие переулки, въезд на Красную площадь у Исторического музея и Пушкинская улица у Дома российской прессы перегорожены баррикадами. На ступеньках Центрального телеграфа жгут костры.
01.50. Как сообщил корреспондентам представитель Главного медицинского статистического управления Москвы Игорь Надеждин, поток раненых пошёл на убыль — сейчас в среднем 6 обращений в час, против десятков двумя часами ранее.
Между часом и двумя ночи штаб народных дружин, во исполнение указа Ельцина о введении чрезвычайного положения в Москве, а также его распоряжения о прекращении деятельности Советов всех уровней, стал захватывать редакции оппозиционных Кремлю газет, таких, как «Советская Россия», «День», «Правда», «Литературная Россия», «Пульс Тушина», «Гласность», «Рабочая трибуна», «Русский вестник», и здания Советов народных депутатов Киевского, Октябрьского и Свердловского районов.
Около 2 часов председатель Комитета Верховного Совета по международным делам Иона Андронов через сотрудника Посольства США Л. Села связался с представителем Черномырдина — заместителем министра иностранных дел Российской Федерации Виталием Чуркиным. От лица Хасбулатова и Руцкого Андронов передал через Чуркина предложение о встрече без всяких предварительных условий для предотвращения дальнейшего кровопролития. Чуркин передал это предложение Черномырдину, который ответил через Чуркина о невозможности каких-либо встреч и переговоров, а также в ультимативной форме потребовал сложить оружие и выйти из здания парламента. В это же время Гайдар связался по телефону с Ельциным и настаивал, чтобы он лично встретился с руководством министерства обороны и Генерального штаба и обеспечил выступление на стороне Кремля российской армии.
02.20. Близ Кремля стала колонна бронетехники в составе 40 БТР.
02.30. Близ МИДа дежурят две машины скорой помощи. На Смоленской площади находятся около сотни зевак. Проход к Верховному Совету свободен, но в сам Дом Советов проникнуть с площади Свободной России невозможно. Баррикады перенесены на несколько десятков метров от первоначального рубежа, их охраняет уже гораздо меньше людей, чем раньше — около двух тысяч, среди них много праздношатающихся.
02.40. Как заявил лидер ЛДПР Владимир Жириновский в интервью, лично он в конфликте между «розовыми красными» из Кремля и «красными красными» из Верховного Совета выбрал меньшее зло и стал на сторону первых.
В Москву прибыли части 27-й бригады, дислоцированной в Тёплом Стане, части Кантемировской и Таманской дивизий, сообщил оперативный штаб. Общая численность военнослужащих — до 1500 человек. Бронетанковой техники в Москве нет.
03.00. Около 100 человек, вооружённых палками, кольями, ломами прошла мимо парка им. Горького в сторону центра. В то же время с Садового кольца к Красной площади проследовала БРДМ.
Начальник государственно-правового управления мэрии Москвы Сергей Донцов сообщил, что у здания Моссовета продолжается многотысячный митинг, здание окружено баррикадами, охрану здания несут 200 вооружённых автоматами сотрудников столичной милиции, ОМОНа и комендатуры Кремля.
03.20. От здания Моссовета по направлению к телецентру отправилась колонна, насчитывавшая несколько тысяч человек. По мере продвижения она редела, и до улицы Правды, где к сторонникам Ельцина присоединились три бронемашины, добрались лишь несколько сотен.
Между 3 и 4 часами утра на совещании в здании Министерства обороны Борис Ельцин принял решение о штурме Дома Советов. Он одобрил план заместителя начальника своей службы безопасности Геннадия Захарова по штурму Верховного Совета и отдал начальнику Генштаба Михаилу Колесникову приказ об использовании бронетехники и 10 танков. Павел Грачёв потребовал от Ельцина подтвердить приказ о штурме Дома Советов в письменном виде.
Около 4 часов утра в Кремле Ельцин подписал письменный приказ о привлечении войск Министерства обороны, подготовленный помощником президента Виктором Илюшиным. Приказ был немедленно направлен фельдъегерской почтой Грачёву. На основании этого приказа Грачёв отдал устный приказ № 081 от 4 октября 1993 года, которым командование воинскими частями и другими подразделениями при обеспечении режима чрезвычайного положения в Москве и восстановлении правопорядка было возложено на заместителя министра обороны Российской Федерации генерал-полковника Георгия Кондратьева (В письменной форме приказ № 081 был разработан Главным оперативным управлением Генерального штаба 5 октября и подписан Грачёвым 6 октября 1993 г.). Ему же было приказано к 9 часам 4 октября разработать план операции и поставить боевые задачи воинским частям и другим подразделениям, привлекавшимся для её проведения. Однако план действия войск с учётом их разной подчинённости разработан Кондратьевым не был.
Существуют несколько аудиозаписей радиопереговоров в районе Дома Советов, которые велись в ночь на 4 октября. Их участники — Александр Руцкой, председатель Краснопресненского райсовета народных депутатов Москвы Александр Краснов, командир 21-й Софринской бригады внутренних войск. Но основное содержимое аудиозаписей — радиопереговоры, которые вели между собой сотрудники милиции и другие анонимные участники вооружённого противостояния, оказавшиеся по разные стороны конфликта, где они обмениваются краткими агрессивными репликами в адрес друг друга, используя угрозы и ненормативную лексику.
В ночь на 4 октября в Московской области старший лейтенант одной из войсковых частей Игорь Остапенко самовольно взял оружие и в компании 21 морского пехотинца отправился в Москву, чтобы принять участие в событиях на стороне Верховного Совета. По некоторым данным, на 30 километре Щёлковского шоссе он был убит в перестрелке с сотрудниками ОМОН. По данным Генеральной прокуратуры, он совершил самоубийство. По утверждению Сергея Бабурина, самоубийство Остапенко было инсценировкой.
В 04:10 Александр Руцкой на автомобиле Mercedes объехал окрестности Дома Советов с инспекцией вверенных ему сил.
В 4 часа 15 минут по распоряжению Павла Грачёва командир Кантемировской дивизии генерал-майор Борис Поляков выдвинул в Москву роту танков в количестве 10 единиц под командованием подполковника Г. В. Баканова. По первоначальному распоряжению рота должна была прибыть к зданию министерства обороны. Позже, по приказанию заместителя министра обороны Кондратьева, рота должна была прибыть к гостинице «Украина», танки должен был сопроводить представитель администрации президента полковник А. А. Волков.
В 04:20 началось перемещение войск в сторону Дома Советов.
После совещания в Генштабе Борис Ельцин отправился в Кремль, где некоторое время спал. Затем около 5 часов утра в зале Совета Безопасности у него состоялась встреча с группой из сорока офицеров, руководителями подразделений группы «Альфа» и «Вымпел». Накануне ему стало известно, что некоторые офицеры «Альфы» заявили своему руководству, что происходящее является антиконституционным и для выполнения приказа им необходимо заключение Конституционного Суда. Ельцин сообщил военнослужащим, что принял решение очистить Дом Советов силовым методом, что их подразделениям отводится главная роль в этой операции и изложил основные детали плана, одобренного накануне на совещании в Министерстве обороны. Ельцин заявил также, что они обязаны выполнить его приказ и что никаких репрессий за это не последует. Вопрос Ельцина «Вы будете выполнять приказ Президента?» офицеры встретили молчанием.
В 05:00 заместитель министра обороны Российской Федерации Валерий Миронов, по инициативе, исходившей от председателя независимых военных профсоюзов В. Колчева, связался по телефону с и. о. президента Руцким и предложил ему приехать в министерство обороны для переговоров. Руцкой не согласился с этим предложением.
В это же время Ельцин издал указ № 1578 «О безотлагательных мерах по обеспечению режима чрезвычайного положения в Москве», в котором, в частности, события в Москве 3 октября 1993 года были охарактеризованы как «массовые беспорядки и террористические акты, повлёкшие человеческие жертвы, создание экстремистскими силами в Москве угрозы жизни, здоровью и конституционным правам граждан». Виктору Ерину, Николаю Голушко и Павлу Грачёву было предписано «к 10.00 4 октября 1993 г. создать объединённый оперативный штаб по руководству воинскими формированиями и другими силами для обеспечения чрезвычайного положения в г. Москве». Коменданту района чрезвычайного положения было указано незамедлительно принять меры по освобождению и разблокированию объектов, захваченных преступными элементами. Функции администрации района чрезвычайного положения были возложены на Правительство Москвы. Как было установлено следствием Генеральной прокуратуры, положения данного указа в части создания объединённого штаба силовые министры Ельцина не выполнили. Взаимодействие ведомств организовано не было. Возникающие вопросы решались «в рабочем порядке». Ельцин лично позвонил отстранённому от должности Руцким заместителю министра внутренних дел РФ Александру Куликову и сообщил о назначении его комендантом района чрезвычайного положения в городе Москве.
Также в это же время заместитель министра обороны Кондратьев поставил задачи командирам частей, привлечённых для участия в операции. Всем подразделениям была поставлена общая задача подавлять огневые точки «защитников Белого Дома», не допускать прорыва из Дома Советов и в него вооружённых «боевиков», а также обеспечивать выход из здания женщин и детей. Дивизии внутренних войск (ОМСДОН) было приказано блокировать здание Верховного Совета со стороны улицы Рочдельской и Глубокого переулка до Краснопресненской набережной. Начало операции было назначено на 7 часов утра.
540 человек от штаба обороны города при Моссовете срочно отправлены к радиоцентру на Пятницкой улице — «по просьбе сотрудников». В районе «Останкино» ведётся предупредительная стрельба из БТРов по движущимся объектам в прилегающей к зданию ТРК зоне. Как заявил в интервью генеральный прокурор РФ Валентин Степанков, за прошедшую ночь прокуратурой уже вынесены постановления о проведении следственно-медицинских экспертиз по погибшим и раненым. По его словам, к утру 4 октября будет закончено формирование дополнительных следственных групп, куда войдут сотрудники Министерства безопасности, МВД, военные следователи, которые будут заниматься расследованием трагических событий, происшедших в ночь на 4 октября. Он также подтвердил факт возбуждения уголовных дел против участников и организаторов вооружённых действий в Москве.
Перед началом военной операции руководству Верховного Совета по линии командования Московского военного округа внутренних войск была доставлена информация, что Ельцин приказал уничтожить всех, кто находился в здании парламента.
05.03. Как заявил корреспондентам заместитель министра обороны генерал армии Константин Кобец, возглавляющий оперативный военный штаб, защитникам Дома Советов предъявляется одно условие — сдать оружие. Иначе, — сказал он, — никаких переговоров быть не может. Кобец сообщил, что необходимые военные силы сосредоточены в Москве, подтягиваются части резерва. Все ключевые позиции надёжно обеспечиваются охраной. Начальник оперативного военного штаба также подчеркнул, что удалось предотвратить ряд провокаций. По его словам, за ночь погибли больше 20 человек, свыше 100 ранены.
05.45. По сообщению связного штаба обороны города, на углу улиц Королёва и Ботанической ведётся периодическая перестрелка. В этом районе находится около двух тысяч сторонников парламента. По данным штаба, около 30 минут назад БТР (бортовой номер 043) расстрелял автомобиль «Форд». Водителю удалось спастись, стоявший рядом прохожий убит.
Назначенный Ельциным комендант района чрезвычайного положения Александр Куликов призвал сдать огнестрельное оружие всем лицам, незаконно хранящим и носящим его. Он гарантировал им, что в случае добровольной сдачи оружия в любые органы внутренних дел Москвы к ним не будут применены никакие санкции. К лицам, не сдавшим огнестрельное оружие, санкции будут применяться в соответствии с законом, а при вооружённом сопротивлении — такие лица будут уничтожаться, подчеркнул комендант Куликов.
Около 6 часов Дом Советов был оцеплен сотрудниками милиции и военнослужащими. При этом сотрудники милиции отказывались сообщить гражданам, оказавшимся в блокируемом районе, с какой целью производится оцепление. После начала военной операции находившиеся у здания Верховного Совета люди не всегда могли покинуть зону оцепления.
Первый заместитель председателя Верховного Совета Юрий Воронин:

Вернулся в кабинет. 6.30. Раздаётся первая короткая очередь по Дому Советов. Смотрю в окно в задней комнате кабинета, выходящее на Краснопресненскую набережную. Танки! Они выстраиваются на противоположной стороне набережной и на мосту. 10 танков, как потом выяснилось, Кантемировской дивизии. Прямо перед Домом Советов, пригибаясь и прикрываясь щитами, здание оцепляют солдаты и омоновцы.— 
В 06:50 возле здания Верховного Совета звучат выстрелы. Туда стянуты солдаты и офицеры, представлявшие различные рода войск и силовых структур, верных Ельцину: Таманской дивизии, 119-го парашютно-десантного полка, Кантемировской дивизии, дивизии внутренних войск им. Дзержинского, Смоленского ОМОН, Тульской дивизии ВДВ.
Около 7 часов сигнальными ракетами был подан знак к началу военной операции. БТРы Таманской дивизии, обойдя баррикаду в районе мэрии Москвы и протаранив баррикаду на Краснопресненской набережной, блокировали Дом Советов со стороны набережной. При этом были обстреляны находившиеся на набережной гражданские лица. Заняв позиции на набережной, БТРы Таманской дивизии по переулку Глубокому выдвинулись к пересечению его с улицей Рочдельской. Утром в районе стадиона «Красная Пресня» из-за несогласованности действий произошли вооружённые стычки между «таманцами» и БТРами «дзержинцев» (ОМСДОН МВД России, бывшая дивизия особого назначения им. Дзержинского), между «дзержинцами» и вооружёнными людьми из «Союза ветеранов Афганистана», также принимавшими участие в конфликте на стороне Ельцина. Были погибшие и раненые, как среди солдат, так и среди случайных прохожих.
Принимавшие участие в этих столкновениях были награждены орденами и медалями, некоторым присвоено звание «Герой Российской Федерации».
В штурме Белого дома приняли участие около 1700 человек, 10 танков, 90 БТР, 20 БМП и свыше 60 БМД: контингент пришлось набирать из состава пяти дивизий, около половины всего контингента офицеры или младший начальствующий состав, а танковые экипажи набрали почти целиком из офицеров.
К началу военной операции проельцинских сил централизованной обороны Дома Советов организовано не было. Огневые позиции вне здания парламента не оборудовались. Конкретный план по отражению вооружённого нападения отсутствовал — вместо этого обсуждались неопределённые планы длительной обороны внутри здания с постепенным отходом на верхние этажи, оказавшиеся несостоятельными после обстрела этих этажей из танков и начавшегося пожара.
Несмотря на просьбы находившихся в здании медицинских работников, опасавшихся вооружённого штурма, витринные окна первого этажа здания Верховного Совета не были закрыты имевшимися для подобных случаев металлическими пуленепробиваемыми щитами. В результате 20 подъезд, в котором после начала обстрела пытались укрыться находившиеся перед Домом Советов люди и где был расположен один из медицинских пунктов, оказался полностью простреливаемым. По той же причине оборонять первый этаж оказалось фактически невозможным.
В основном уже после начала штурма в разных частях здания начали сооружаться завалы из мебели и других предметов, баррикадироваться оконные проёмы.
После начала штурма в район Дома Советов выдвинулись спецподразделения «Альфа» и «Вымпел», но активного участия в боевых действиях не приняли.
Здание мэрии окутано клубами дыма от машин, горящих на Новоарбатском мосту. Белый дом окружён бронетранспортёрами. Более десятка БТР действуют с другой стороны реки. Уже имеются первые раненые из числа гражданских лиц, по крайней мере 3—4 в районе гостиницы «Украина».
Концентрация БТРов происходит со стороны улицы Красная Пресня. Здесь насчитывается около 25 военных автомашин, бронемашин.
По указанию Павла Грачёва заместитель министра обороны Георгий Кондратьев приказал разместить на БТРах Таманской дивизии одетых в гражданскую одежду членов «Союза ветеранов Афганистана» (председатель — Александр Котенев) и передать им оружие личного состава дивизии. Так, к пулемёту БТР № 170 7-й мотострелковой роты был допущен и вёл из него огонь Николай Бурбыга, работавший корреспондентом газеты «Известия». При этом учёт этих членов Союза ветеранов Афганистана не вёлся. Оружие было выдано незаконно. По данным комиссии Госдумы, всего в операции на стороне Ельцина участвовало свыше 100 членов «Союза ветеранов Афганистана».
Около 07:00 на балконе гостиницы «Украина», напротив Дома Советов, погиб от пули капитан милиции Александр Рубан, 33 лет, сотрудник Владимирской спецшколы милиции. Рубан снимал на плёнку действия милиции по блокированию здания, так как спецоперации правоохранительных органов обычно сопровождаются видеосъёмкой.
C началом обстрела Дома Советов из бронетехники, остававшиеся в здании сотрудники Департамента охраны Верховного Совета распоряжением своего руководства были сняты с постов и отправлены в укрытие. В результате вооружённое сопротивление штурмовавшим могли оказать лишь небольшие группы добровольцев из дополнительных охранных подразделений, охранявшие подъезды, этажи и отдельные помещения, личная охрана высших должностных лиц и некоторые другие добровольцы. Взаимодействие и связь между руководством обороны Дома Советов и указанными группами добровольцев налажены не были.
Корреспондент газеты «КоммерсантЪ» Вероника Куцылло:

Без пяти семь кто-то меня разбудил — я спала в буфете, на 6 этаже, на составленных стульях. Стала слышна автоматная стрельба. Я выглянула: у здания стояли БТР и стреляли: по баррикадам, машинам, брезентовым палаткам, где ещё накануне ночевали защитники парламента. Были видны люди, лежащие на площади: то ли раненые, то ли убитые. Одного из них за руки протащили к Белому дому, и на площади за ним осталась кровавая полоса. К остальным подойти не удавалось, они лежали, а над их головами били трассёрами. Нам казалось, что стреляют только снаружи. Я прошла по коридорам: не было заметно ни одного человека, кто стрелял бы из окон.<…> Было видно, как в коридоре проносили носилки — с ранеными и убитыми. Кажется, раненых было меньше, чем убитых. Один труп долго лежал у внутреннего лифта. Да и вообще, практически невозможно было пройти по коридору, не встретив на ковре тёмных пятен свежей крови.— https://www.kommersant.ru/doc/61258
В 07:25, разрушив баррикады, на площадь Свободной России въехали 5 БМП, которые проследовали на противоположную сторону площади.
07.30. Началась операция по планомерному захвату Верховного Совета.
По внутренней трансляции Дома Советов Руцкой передал приказ: «На огонь не отвечать».
Около 7.40 десяток автоматчиков со щитами ворвались внутрь Дома Советов. На Кутузовском проспекте появилась большая колонна танков Т-80, которые готовы пересечь Новоарбатский мост. Как заявил корреспондентам офицер, не назвавший своего имени, им дана команда не стрелять на поражение. Однако перестрелка в зоне между Белым домом и гостиницей «Украина» идёт интенсивная.
В 08:00 БМП и БТР ведут прицельный огонь по окнам здания парламента.
08.00. По данным ГУВД Москвы, жертв среди защитников Дома Советов не замечено — когда к зданию начала подходить военная техника, первые залпы были даны в воздух, после чего люди ушли.
Подразделения Тульской воздушно-десантной дивизии, заменившие милиционеров и солдат внутренних войск, замкнули вокруг здания Верховного Совета кольцо.
После начала штурма руководство обороной Дома Советов отдавало противоречивые приказы о ведении или, напротив, неведении огня, открытии огня на поражении только по военнослужащим, проникшим в здание, или только упреждающего огня по лестницам, ведущим на этажи. В этих условиях лишь некоторые защитники Дома Советов вели стихийный, беспорядочный ответный огонь. Так, по свидетельству одного из руководителей обороны 20 подъезда Дома Советов, после начала штурма и прорыва на площадь перед зданием БТРов, разрушивших баррикаду со стороны улицы Конюшковской, команд от руководства обороной Дома Советов не поступало, связи с ним не было. Стали защищаться по собственной инициативе: делать завалы из подручных металлических предметов, готовиться к стрельбе. Женщинам и детям было приказано укрыться в подвале. Около 8 часов в районе Горбатого моста было замечено передвижение в сторону Дома Советов военнослужащих и сотрудников милиции. Доложили и. о. министра безопасности Баранникову. Он приказал огонь не открывать. Доложили Руцкому — он приказал остановить атакующих огнём. В результате на месте приняли решение на поражение не стрелять. С целью устрашения вёлся огонь над головами штурмующих.
08.03. В штабе обороны города, находящемся в здании Моссовета, готовятся списки на выдачу оружия. Оружие будет выдаваться по предъявлению паспорта, сообщил руководитель штаба Анатолий Цыганок.
В 08:36 бойцы Тульской дивизии ВДВ короткими перебежками приближаются к зданию Верховного Совета, а бронетехника прицельно расстреливает его защитников. Для огневой поддержки на мост были выдвинуты 5 тяжёлых танков.
08.36. Первые 6—7 этажей мэрии, выходящие окнами на площадь Свободной России, расстреляны из крупнокалиберных пулемётов. Горят шторы, документы.
08.45. Как сообщил главный врач Института скорой помощи им. Склифосовского, к настоящему моменту к ним поступило более 50 раненых (с огнестрельными, колото-резаными ранами, ушибами), точных данных нет — люди продолжают поступать. Медикаментов и крови для переливаний у медиков достаточно.
08.55. По визуальным данным управления Министерства безопасности по Москве и области, несмотря на массированный обстрел здания Верховного Совета из автоматического оружия и гранатомётов, видимых повреждений на нём нет. Данных об убитых и раненых защитниках парламента нет.
В 09:00, по версии газеты «КоммерсантЪ», защитники Дома Советов стреляют по наступающим войскам. Бронетехника ведёт огонь из крупнокалиберных пулемётов и пушек по зданию Верховного Совета, на 12 и 13 этажах которого начинается пожар.
По одной из захваченных накануне у милиции раций к войскам обратились первый заместитель председателя Верховного Совета Юрий Воронин, и. о. министра обороны Владислав Ачалов и священник Русской православной церкви отец Никон, призвавшие войска прекратить огонь и начать переговоры.
К находившимся у Дома Советов бронемашинам пехоты прибавились подошедшие с Кутузовского проспекта танки Т-80УД и БРДМ (броневые разведовательно-дозорные машины). Они ведут стрельбу по Белому дому. Судя по гвардейскому знаку на машинах, стоящих на набережных, они не относятся к внутренним войскам. Это — части Таманской или Кантемировской дивизий.
На 9 этаже здания парламента ранена корреспондентка агентства Postfactum Лариса Солодухина. Врачебную помощь ей оказал депутат-врач Николай Григорьев. Вскоре она была доставлена в 29 городскую больницу с огнестрельным ранением в ногу. Ей сделана операция.
В 09:00 Борис Ельцин сделал заявление по ТВ, в котором, в частности, сказал: «Происходящие события в Москве — это запланированный переворот. Вооружённый мятеж обречён. В Москву входят войска, я прошу москвичей морально поддержать их. Генеральная прокуратура получила указание возбудить уголовные дела против преступников. Вооружённый мятеж будет подавлен в кратчайшие сроки.»
На Площади Восстания сотрудники милиции открыли огонь по находившимся там гражданским лицам. В результате пострадали 2 человека (14-летний школьник Р. Агапов и 48-летний каменщик-монтажник В. Краюшкин).
09.03. К Верховному Совету подтягиваются десантные части. Стрельба из крупнокалиберного оружия вокруг Дома Советов усиливается. Депутаты собрались на экстренное совещание в зале заседаний Совета Национальностей.
Танковые экипажи заняли исходные позиции: 2 танка — на Калининском мосту, 7 танков — на набережной им. Шевченко, развернувшись в боевую линию с расстоянием по фронту 150—200 м.
09.15. Верховный Совет полностью окружён. Соседние здания находятся под контролем проельцинских войск. Отдельные группы штурмовых отрядов подошли непосредственно к цоколю здания. Со всех сторон здание обстреливается из автоматов и крупнокалиберных пулемётов на подавление огня.
По данным наблюдателей из штаба обороны города, видевших бой со стороны гостиницы «Украина», там сложилась следующая обстановка: над Краснопресненской набережной перед зданием парламента стоят 8—10 БТР, на другом берегу, на Кутузовском проспекте возле гостиницы «Украина» — 10 танков, на набережной Шевченко перед гостиницей «Украина» — 10 БТР, на Конюшевской улице — 2 БТР. Со стороны Центра международной торговли расположились 2 БРДМ БТР стреляют по Дому Советов, танки огонь не ведут. Около 30 защитников Белого дома взяты десантниками в плен.
В 09:20 расположенные на Калининском (Новоарбатском) мосту танки начали обстрел верхних этажей здания Верховного Совета. Всего в обстреле участвовало шесть танков Т-80, выпустивших 12 снарядов. Среди части людей, находившихся в Доме Советов, началась паника. Большая часть народных депутатов, сотрудников аппарата и обслуживающего персонала Верховного Совета, а также граждан были эвакуированы в зал Совета Национальностей. Как впоследствии рассказывает Александр Руцкой:

Первый снаряд попал в зал заседаний, второй — в кабинет Хасбулатова, третий — в мой. Причём били фугасными снарядами, а не болванками, как утверждают сегодня. От болванок здание гореть не будет. Я сидел у себя в кабинете, когда снаряд прошил окно и взорвался в правом углу. К счастью, стол у меня стоял в левом. Выскочил оттуда очумевший. Что меня спасло — не знаю.
Егор Гайдар писал в своих воспоминаниях, что по Дому Советов было выпущено 10 болванок и 2 зажигательных снаряда. Однако, по официальным данным Министерства обороны, танки выпустили по зданию Верховного Совета 2 бронебойно-подкалиберных снаряда и 10 осколочно-фугасных (на эти данные ссылался и военный историк Михаил Барятинский в своей книге «Танк Т-80»). Руцкой утверждает, что видел людей, которые погибли от попадания танковых снарядов в окна Дома Советов. По утверждению следователя Генпрокуратуры Леонида Прошкина, танки в основном стреляли боевыми снарядами. Назначенный после штурма комендантом Дома Советов Аркадий Баскаев заявил, что причиной возгорания здания Верховного Совета стал его обстрел из танков. Американский журналист Стэнли Грин, который тоже находился в здании распущенного Ельциным парламента во время штурма, вспоминал следующее:

«Когда танки открыли огонь, один из первых залпов обрушился на наш этаж. Журналист из Сибири был ранен, я лежал рядом в дыму и крови. Его крови. Я думал, что это моя. Весь этаж был в огне. Люди пришли и унесли молодого журналиста. Я уже собрался умирать. Но они вернулись и вытащили меня из-под завала. Я думал, если я умру, то надо хотя бы заснять это».— 

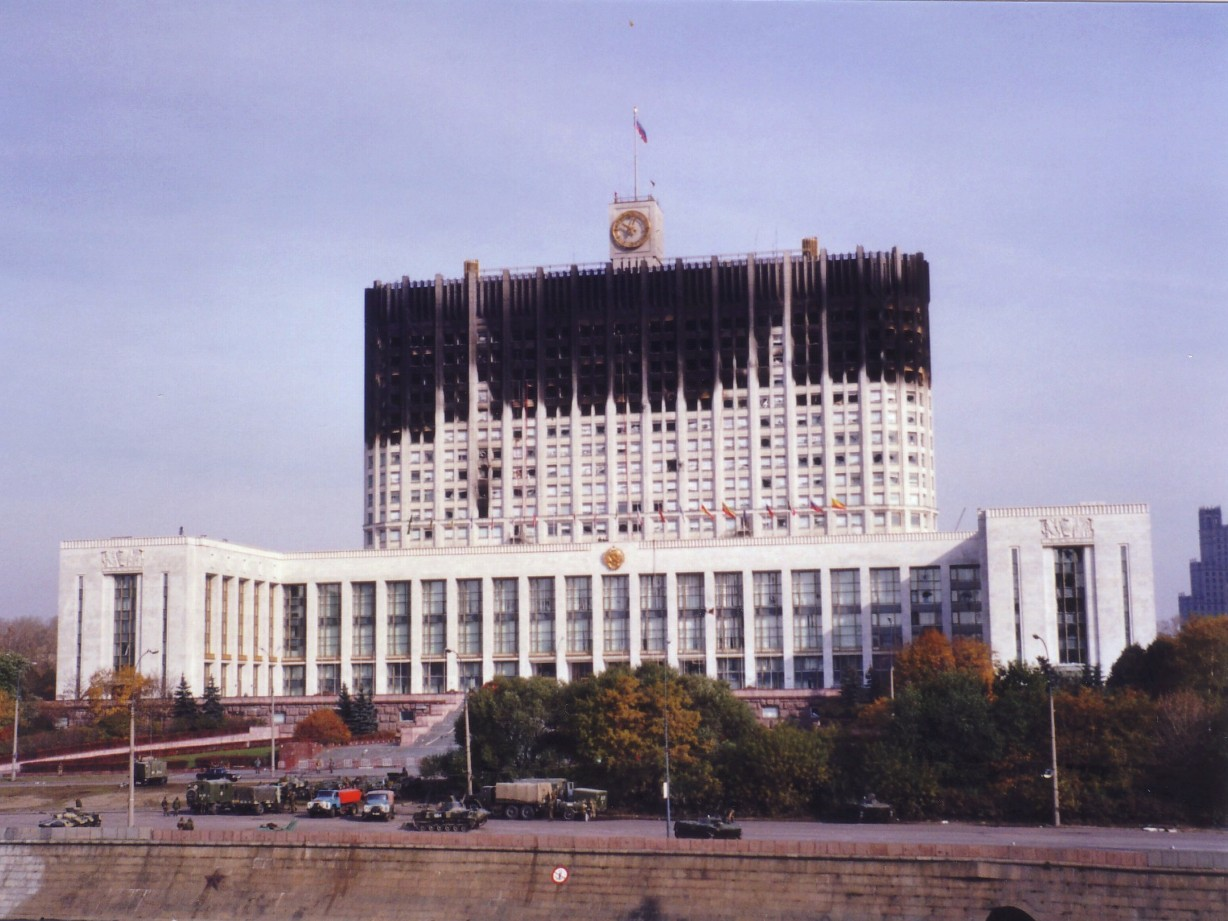
Обгоревший фасад Дома Советов

После начала танкового обстрела состоялся телефонный разговор Руцкого с Зорькиным:

Ну Валера! Только что я послал с белым флагом — располосовали людей. Потом подошли — и в упор добили. Ведь тот же Ерин дал команду: свидетелей не брать. Они знают, что у нас звукозаписи есть, видеозаписи начиная со второго числа: кто давал команды, когда давал команды, где стреляли, как убивали людей. Неужели ты не понимаешь, что мы живые свидетели? Они нас живыми не оставят! Я тебя прошу, звони в посольство. Посади человека, пускай звонит в посольство. Пошли сюда от их Содружества независимых государств кто есть, пошли сюда от Совета субъектов Федерации. Врёт Черномырдин! Врёт Ерин! Я тебя умоляю, Валера! Ну ты понимаешь… Ты же верующий, …..ть! На тебе же будет грех! Валера, они бьют из пушек! Из пушек! Ну если б ты увидел, на что сейчас… Да не стреляем же мы! Вот ты посмотри: тишина. Вот я отнимаю трубку от уха, послушай — тишина. Идёт перегруппировка. Танки разворачиваются в боевой порядок. Будут бить залпами. Я тебя прошу: звони в иностранные посольства! Черномырдин и Ерин врут! Звони в иностранные посольства, пускай иностранные послы едут сюда.<…> — Эхо Москвы :: Отголоски Телефонный разговор Руцкого и Зорькина, 4 октября 1993 года: Александр Руцкой
09.25. Руцкой через замдиректора агентства «Интерфакс» Вячеслава Терехова просит о связи с Кремлём, заявляя о готовности к переговорам. Согласно воспоминаниям самого Терехова, которыми он поделился 16 лет спустя после событий, Хасбулатов просил его передать сообщение, что:

…руководство Верховного Совета, «стремясь избежать ненужного кровопролития, готово на переговоры.»

Я всё это передаю — с хасбулатовского же телефона. Миша Комиссар, наш гендиректор, сначала дозвонился до Костикова, пресс-секретаря Ельцина. А тот: «Ничем помочь не могу, им раньше надо было думать». Комиссар — к помощнику Черномырдина Сергееву. А тот ему — такой вот вердикт премьера: «Скажи Руцкому и Хасбулатову, что говорить с ними не будем. Пусть сдаются». Ну, мне назвали номер подъезда, через который Руцкой и Хасбулатов могли бы выйти. Я им это всё и передал.
09.30. Стрельба в районе площади Свободной России. Обстреливаются верхние этажи Дома Советов. Здание постепенно окутывается клубами дыма. В эти минуты здание Верховного Совета полностью окружено. Соседние здания находятся под контролем правительственных войск. Отдельные группы штурмовых отрядов подошли непосредственно к цоколю здания. Со всех сторон здание обстреливается из автоматов и крупнокалиберных пулемётов на подавление огня.
09.40. Над Верховным Советом появились боевые вертолёты. По некоторым данным, в ближайшее время на здание парламента может быть сброшен десант. Белый дом весь в дыму. По данным Генеральной прокуратуры, здание парламента планировали атаковать с воздуха.
09.45. Колонна бронетехники в составе восьми БМП-2 подошла к баррикаде у Новоарбатского моста, а спустя 15 минут развернулась и ушла обратно. Вся техника принадлежит Таманской дивизии. Перестрелка у здания Верховного Совета усиливается. Пожар в мэрии Москвы, который продолжается на нижних этажах, никто не тушит.
Отдельные защитники Дома Советов начали сдаваться. Штурм Белого дома продолжается. Имеются случаи выхода из здания и сдачи отдельных лиц. Есть раненые, здоровым защитникам парламента связывают руки, и они находятся в тылу у военнослужащих до особого распоряжения. Возле Верховного Совета со стороны войск начали работать громкоговорители, через которые транслируется текст: «Бросайте оружие, сдавайтесь. В противном случае вы будете уничтожены».
09.50. В районе Дорогомиловской заставы по Кутузовскому проспекту в направлении Белого дома движутся 12 БМП. По данным наблюдателя штаба обороны города, находящегося на пятом этаже гостиницы «Мир», из Девятинского переулка семь БТР ведут огонь. Через стадион в направлении Конюшевского переулка из здания парламента бегут люди группами по 5—6 человек (среди них есть раненые) и смешиваются с толпой зевак по ту сторону стадиона.
09.55. Над парламентом вновь появились вертолёты.
10.00 Началось закрытое заседание Конституционного суда, на котором рассматривается вопрос о правомерности решений Ельцина и распущенного им Верховного Совета, принятых после 21 сентября. По некоторым неподтверждённым данным, Александр Руцкой пытается связаться с Борисом Ельциным для проведения переговоров.
Задержан депутат Моссовета Валерий Икищели.
10.00 Распоряжением и. о. министра юстиции Юрия Калмыкова приостановлена деятельность ФНС, РКРП, «Союза офицеров», ОФТ, Союза социально-правовой защиты военнослужащих «Щит», РКСМ, движения «Трудовая Россия», Московского союза офицеров, Русского национального собора, КПРФ, движения «Трудовая Москва».
С вертолёта была обстреляна крыша Белого дома. В результате возникло несколько очагов возгорания.
Около 10 часов штурмовавшим был отдан приказ не стрелять по нижним этажам, где находились брошенные на захват здания военнослужащие. Позже поступила команда стрелять не ниже 4 этажа. При этом обстрел Дома Советов, в том числе с БТРов и БМП-2, был усилен. В результате защитники Дома Советов были вынуждены оставить 2 и часть 3 этажа.
10.10. Загорелся первый этаж Дома Советов. Над зданием Верховного Совета барражируют вертолёты. Огонь БТРов всё усиливается.
10.15. По данным наблюдателя штаба обороны города, находящегося на пятом этаже гостиницы «Мир», какой-то автоматчик ведёт огонь из этой гостиницы по журналистам, собравшимся у американского посольства.
10.20. Танки прошли по Калининскому проспекту, раздвинув поливальные машины, стоящие в заграждении, и вышли к Верховному Совету.
Около 10 часов 30 минут Руцкой запросил переговоры с Ельциным, но тот от переговоров отказался, потребовав «полной капитуляции». По некоторым сведениям, Руцкой согласился покинуть здание парламента с белым флагом.
10.30. Перестрелка вокруг здания парламента резко усилилась. Перед зданием постоянно маневрирует бронетехника, продолжают вести интенсивный огонь танки. Из окон Верховного Совета поднимается чёрный дым. По сведениям из военных источников, верными Ельцину войсками заняты первые два этажа. Бои идут в районе 3—4 этажа здания. В нём выбиты все стёкла со стороны Краснопресненской набережной. С обеих сторон реки собралось достаточно большое число зевак, которые не уходят.
В 10 часов 38 минут Руцкой отдал приказ: «Не стрелять. Не сопротивляться…».
10.40. По Белому дому прямой наводкой бьют танки. На 9-м этаже «Украины» выстрелом снайпера убит иностранный корреспондент. На мосту через Москву-реку скопилась масса любопытных, праздно наблюдающих за боем. Стрельба усиливается.
Большая группа сторонников Ельцина (около 8 тысяч человек) находится возле здания Моссовета на Тверской. Многие держат в руках государственные флаги и плакаты, обстановка в целом спокойная. Большинство магазинов закрыто, закрыт также ресторан «Пицца-Хат». Участники митинга, живущие в близлежащих домах, организовали раздачу горячей пищи. Организован также пункт Красного Креста для помощи пострадавшим, если таковые будут.
Пресс-секретарь Ельцина Вячеслав Костиков распространил заявление, в котором говорится: «Войска, ведущие атаку на здание Дома Советов, имеют приказ действовать таким образом, чтобы максимально избежать жертв среди гражданских лиц, всё ещё находящихся в качестве заложников в здании. Задача частей, окруживших здание бывшего Верховного Совета, — вынудить засевших в здании боевиков посредством демонстрации силы прекратить сопротивление, сдать оружие и освободить помещения. Как только это условие будет выполнено, боевые действия вокруг здания могут быть прекращены».
В 10 час. 45 мин. одно из подразделений 119-го парашютно-десантного полка под командой капитана Андрея Емельянова достигло Дома Советов и проникло через окно первого этажа внутрь здания. На третьем этаже десантники встретили вооружённую группу под командой генерал-полковника Альберта Макашова. Емельянов предложил Макашову сложить оружие и прекратить кровопролитие. Однако Макашов и бывшие с ним люди сдаться отказались. После этого Емельянов и его подразделение покинули здание.
10.53. Из парламента (угол, выходящий к СЭВу) выбежало около 10 человек. Продвигаются перебежками. Все в гражданском. Вероятно, журналисты. Есть раненый (или раненая).
11.00 Комендант района чрезвычайного положения в городе Москве генерал-лейтенант милиции Александр Куликов отдал распоряжение подготовить личный состав для патрулирования в районах Москвы в течение комендантского часа. Ориентировочно для патрулирования будет привлечено около 5 тыс. человек из числа личного состава милиции и внутренних войск. Усиленное патрулирование будет осуществляться в центральном административном округе и прилегающих к нему районах, а также в местах, где расположены государственные учреждения.
11.00 На пресс-конференции руководитель администрации Ельцина Сергей Филатов заявил, что жёсткость подавления «мятежа» вызвана тем, что нельзя допустить распространения войны на всю территорию России. Г-н Филатов опроверг слухи о подписании Владимиром Шумейко распоряжения о введении цензуры. (Впоследствии, впрочем, оказалось, что некоторые газеты всё же были подвергнуты цензуре. Среди них, по неофициальным данным, газета «Сегодня»).
Усилена охрана здания Конституционного суда. Сотрудники службы охраны, стоящие на входе в здание КС, вооружились автоматами, надели бронежилеты. Работает только один подъезд. Вход в здание строго ограничен. Не пускают даже корреспондентов. Гараж на улице Беговой, обслуживающий КС, отказывает сотрудникам в заказах автомашин. В самом здании среди сотрудников ходят слухи, что в скором времени поступит приказ покинуть помещение.
Юрий Лужков издал распоряжение № 549-РМ «Об исполнении Указа Президента Российской Федерации № 1578 от 04.10.93 г.», которым префектам административных округов было предписано опечатать и взять под охрану помещения районных Советов Москвы. Распоряжение было разослано членам правительства Москвы и префектам административных округов. В соответствии с этим распоряжением около 11 часов сотрудниками милиции была, в частности, насильственно прекращена деятельность всех организаций, находившихся в здании Краснопресненского районного Совета (Шмитовский проезд, д.2), в том числе депутатов указанного Совета и народных депутатов России. Находившиеся в здании были выдворены на улицу, произведён обыск, помещения взяты под охрану.
К 11:05 на улице Новый Арбат на противоположной стороне от здания мэрии и Смоленской набережной скапливается толпа зевак, пришедших посмотреть на штурм Дома Советов, которых милиция безуспешно пытается уговорить разойтись.
Десантники высадились на 5-м этаже Дома Советов. Как доложил капитан первого ранга Сёмин штабу обороны города, десантники вступили в бой. Танки, ведущие огонь по Белому дому с моста, уже расстреляли по одному боекомплекту, подвезён новый. Основные разрушения — в основании здания и первого этажа Верховного Совета. Штаб Таманской дивизии, ведущей штурм, находится у памятника Шевченко возле гостиницы «Украина». Среди военнослужащих дивизии имеются раненые.
Председатель Конституционного суда Валерий Зорькин сообщил о создании центристской коалиции, в числе которой Конституционный суд, Советы субъектов Федерации и Московский Патриархат.
11.10. Дымятся верхние этажи здания московской мэрии. На верхних этажах Центра международной торговли выбиты стёкла. Есть предположение, что там засели снайперы.
Представители Конституционного суда и Патриархии попытались вторично связаться с Виктором Черномырдиным и Александром Руцким, но и на второй раз от Черномырдина не последовало никакого ответа, а с Руцким связаться не удалось.
11.15. Идёт перегруппировка проельцинских войск в районе Дома Советов. В течение часа защитники Белого дома должны определиться: либо принять ультиматум о сдаче, либо продолжать сопротивление. Переговоры с Верховным Советом от лица Ельцина вёл Владимир Шумейко.
11.20. Стрельба у Верховного Совета постепенно стихает, раздаются лишь одиночные выстрелы.
В 11:25 возле Дома Советов возобновилась интенсивная артиллерийская стрельба. По всей видимости, огонь по Белому дому ведут танки. К этому часу в Москве, по данным Главного медицинского управления, городские больницы уже оказали помощь 192 пострадавшим, 158 человек госпитализированы, 18 — умерли.
11.30. На Новоарбатском мосту, где постоянно возрастает количество зевак, заняли позиции уже четыре танка. Они стреляют по верхним этажам здания. Основная цель — 13 этаж, где размещается штаб назначенного Руцким министра обороны Ачалова. На этом этаже выбиты практически все окна. Со стороны Площади Свободы тоже много выбитых окон, из некоторых идёт чёрный дым. БТРы ведут огонь по зданию из крупнокалиберных пулемётов. В Институт им. Склифосовского постоянно поступают раненые.
11.40. По сообщению посыльного одного из отрядов штаба обороны города в редакциях газет «Советская Россия» и «Рабочая Трибуна» находятся наряды милиции с автоматами.
В Конституционном суде закончилось совещание, на котором обсуждалась ситуация в Москве. После совещания Валерий Зорькин сообщил корреспондентам, что утром и ночью КС совместно с Патриархией путём переговоров с Александром Руцким и Виктором Черномырдиным пытались сделать всё возможное, чтобы предотвратить кровопролитие. Однако добиться этого не удалось. По мнению Зорькина, в настоящее время речь уже идёт о том, чтобы не допустить распространения ситуации на регионы.
На вопрос, надеется ли он на то, что штурм Верховного Совета ещё можно остановить, Зорькин ответил: «Теперь уже не знаю, как это сделать, но думаю, что пытаться сделать это никогда не поздно». По словам Зорькина, необходимо найти посредников, к которым прислушалась бы и та, и другая сторона, но для этого необходимо хотя бы установить связь с Домом Советов. В. Зорькин ещё раз подчеркнул, что если штурм Белого дома остановить не удастся, то нужно сделать всё, чтобы ситуация в Москве не распространилась на регионы.
11.43. Бой от Дома Советов распространился к Совинцентру, улица простреливается из миномётов. На крышах близлежащих домов засели снайперы, которых пытаются снять бойцы правительственных войск. У Верховного Совета перестрелки стали более интенсивными.
12.00. В здании парламента со стороны Краснопресненской площади горит 15-й этаж. Пожар наблюдается и со стороны площади Свободной России. По сообщению врача скорой помощи, на втором этаже здания много раненых гражданских лиц, которые боятся выходить наружу. К этой зоне подъехали машины скорой помощи.
Вспыхнула стрельба в Девятинском переулке, у здания посольства США. С крыш в переулке и на Садовом кольце неизвестные люди открыли огонь. Прохожие бросились на землю. На Садовое кольцо выдвинулись боевые машины десанта, открывшие ответный огонь по крышам. Высадившийся с них десант, а также ОМОНовцы и милиция, при поддержке одной из бронемашин двинулись вниз по Девятинскому переулку в сторону парламента.
Группа народных депутатов России (Михаил Сеславинский, Анатолий Шабад, Владимир Варов и другие), перешедшая на сторону Ельцина, выступила с обращением к своим коллегам по депутатскому корпусу, находящимся в здании Верховного Совета: «Оголтелые приверженцы советского тоталитаризма обагрили общество кровью и бандитскими погромами. Во имя авантюристических амбиций льётся невинная кровь. В опасности наши с вами дети, родные и близкие. В опасности наше Отечество. Время на долгие дискуссии исчерпано. Пора принимать решения».
12.30. Начался выход защитников Дома Советов. Войска, атакующие Верховный Совет, предлагают осаждённым прекратить огонь и выходить с поднятыми руками. В настоящее время ведутся переговоры о прекращении огня. Войска призывают к бдительности в связи с возможными провокациями. У Совинцентра продолжается охота на снайперов. Один боец ОМОНа убит, двое ранены. Погиб также один гражданский. Двух снайперов уже удалось снять. Возле гостиницы «Украина» снайперы из домов в районе Белого дома убили 2 человек в гражданской одежде. Через 5 минут взвод специального назначения ГУВД Москвы направился на задание по уничтожению снайперов.
Руководитель пресс-службы правительства РФ Валентин Сергеев сообщил журналистам о том, что с 12:15 до 12:30 прекращается обстрел здания Верховного Совета для того, чтобы в это время его защитники вышли из здания и сдали оружие. Затем срок ультиматума находящимся в Доме Советов был продлён до 12:50.
После начала переговоров стрельба около Белого дома продолжается. Со стороны набережной раздаются очереди, стрельба раздаётся около Международного выставочного комплекса, вблизи теплохода на Краснопресненской набережной.
Некоторые военнослужащие и сотрудники милиции, участвовавшие в операциях по блокированию и «зачистке» кварталов, прилегающих к Дому Советов, допускали чрезмерно жёсткие, противоправные действия в отношении остановленных для проверки лиц, подозревавшихся ими в принадлежности к сторонникам Верховного Совета. Так, около 13 часов в районе Трёхгорной мануфактуры и переулка Капранова военнослужащими и сотрудниками милиции была остановлена машина, в которой находились сотрудники КГБ Республики Калмыкия М. Г. Болдырев и В. С. Перковский, исполнявшие свои служебные обязанности по охране президента Калмыкии Кирсана Илюмжинова. Считая Илюмжинова «предателем» и сторонником Верховного Совета, военнослужащие и сотрудники милиции отобрали у Болдырева и Перковского удостоверения личности, оружие с запасными обоймами и индивидуальные средства защиты, после чего лежащих на земле с руками за головой подвергли избиению руками и ногами. Болдыреву были нанесены удары ногами по лицу и по голове. У Перковского в результате наступания на них подошвами солдатских ботинок при обыске были повреждены кисти рук. Так был избит находившийся в машине охраны Илюмжинова народный депутат России Юрий Лодкин.
13.00, по данным газеты «Коммерсант», находившиеся в здании мэрии (бывший СЭВ) защитники Верховного Совета начали предпринимать попытки прорваться оттуда к Дому Советов. Площадь Свободной России к этому времени была затянута дымом: горели некоторые этажи здания парламента, подожжённые его сторонниками автопокрышки и доски на бывших баррикадах и стоявшие на мосту поливальные машины, подожжённые огнём БМП.
Продлено время прекращения огня у здания Верховного Совета, заявил на встрече с премьер-министром Армении Грантом Багратяном Виктор Черномырдин. Таким образом, защитникам здания дано ещё полчаса для того, чтобы они покинули здание без оружия.
Около 13.00 из здания парламента стали выносить раненых. ОМОН активно вытесняет зевак с Новоарбатского моста.
13.05. Рота с эмблемами спецназа ГУВД г. Москвы заняла боевую позицию на подступах к парламенту. Ведётся работа по выявлению снайперов. Снайперы, расположенные на крыше дома 12 по ул. Чайковского, не пропускают колонну войск, направляющихся к Белому дому. Ещё одно подразделение зажато снайпером на улице Мантулинской, недалеко от ЦМТ. Проельцинские войска захватили шесть этажей Верховного Совета, в верхних этажах продолжается пожар. Ликвидирован пожар в здании мэрии.
13.10. Отдана команда перекрыть Садовое кольцо в районе Калининского проспекта. Для этой цели войска намереваются использовать автобусы. 4 танка, находящиеся на мосту возле гостиницы «Украина», приготовились открыть огонь. Гвардейцы Таманской дивизии очистили Бородинский мост от гражданских лиц. Представители штаба дивизии отказались комментировать свои действия. Заместитель руководителя оперативной группы по штурму Верховного Совета Дмитрий Волкогонов заявил, что главы палат парламента Рамазан Абдулатипов и Вениамин Соколов, а также вице-спикер ВС Владимир Исправников покинули Белый дом.
В 13:25 командир одного из полков Таманской дивизии, обратил внимание журналистов на то, что на автостоянке между мэрией и Домом Советов подростки-мародёры вскрывают машины, некоторые из которых угоняют, а с других снимают аккумуляторы, колёса и другие детали. Кроме того, из-за плохой организации работы милиции на этот же пятачок проникает молодёжь, которая стремится завладеть оружием, оставленным убитыми и ранеными или просто брошенным.
Из здания Верховного Совета с поднятыми руками в сопровождении омоновцев вышли четыре его защитника. Затем они стали выходить уже большими группами. ОМОНовцы провожают их до стоящей невдалеке толпы людей и отпускают. Только один из защитников, одетый в камуфляжную форму, был задержан.
13.30. Спорадически вспыхивает интенсивная перестрелка на пересечении Садового кольца с Новым Арбатом. Снайперы, засевшие на верхних этажах ресторана «Арбатский», ведут перестрелку с омоновцами, которые находятся в здании напротив. В этом районе сейчас сконцентрировано большое количество частей ОМОН из Москвы, Подольска и Ставрополя. По Садовому кольцу в сторону Нового Арбата проследовало несколько групп бронетехники общей численностью около 60 единиц.
В здании парламента находились 72 журналиста. Среди них есть раненые — ранен в ногу корреспондент немецкого телевидения. Корреспондентский пункт РИА «Новости» и ИТАР-ТАСС, а также помещение пресс-службы Верховного Совета уничтожены снарядами танков.
Из-за отсутствия электричества в помещениях Верховного Совета, которые погружены в темноту, отчётливо наблюдаются трассирующие пули. Многочисленные холлы здания парламента, отделанные мрамором и коврами, полностью разрушены и горят.
13.35. Отдано распоряжение отправлять всех погибших в морг № 2. По кольцевой дороге в сторону Ленинского проспекта проследовала колонна БТР (около 30 машин) в сопровождении полевых кухонь и машин с боеприпасами. Движение перекрыто. В настоящее время машины уже вышли на Ленинский проспект.
13.40. По проельцинским войскам, стоящим на пути прорывающихся от мэрии к Верховному Совету, стреляют с крыш близлежащих домов. Со Смоленской площади к Белому дому движется толпа (около 1 тысяч человек). Из гостиницы «Украина» выдвигается резерв 1 тысяча человек — «слушателей школы» (вероятно, Министерства безопасности РФ).
В непосредственной близости от здания ИПК «Московская Правда» слышна активная стрельба в районе перекрёстка Шмитовского проезда и улицы 1905 года. Очевидно, делаются попытки снять снайперов с крыш жилых домов.
На крышах некоторых жилых домов, расположенных недалеко от Дома Советов, находятся снайперы, которые ведут огонь по всем, без исключения, гражданам, проходящим в секторе их обстрела. Так, в частности, по заявлению граждан, проживающих на ул. Заморенова, на крыше здания Росгидрометцентра засел снайпер, который ведёт прицельную стрельбу по проходящим людям. На крышах домов, расположенных в Малопредтеченском переулке, засела целая группа снайперов.
Станции метро «Баррикадная» и «Улица 1905 года» полностью закрыты, и поезда идут через них, не останавливаясь. Сотрудники МВД перекрыли подземный переход в районе магазина «Олимп» на Краснопресненской улице.
13.50. Из здания Верховного Совета со стороны Краснопресненской набережной вышли около 50 человек с поднятыми руками. Среди них значительное число женщин.
Начальник службы безопасности президента Александр Коржаков на БМД прибыл к Белому дому.
14.00 Сотрудница пресс-службы ВС, которая с помощью одного из членов группы захвата была выведена из горящего здания, сообщила корреспондентам: большинство депутатов и обслуживающего персонала, в числе которых много женщин, в том числе известный экономист и публицист Татьяна Корягина, собрались в наиболее защищённом от попадания снарядов помещении — зале Совета Национальностей. Она также сообщила, что на 14.00 первые два этажа были заняты подразделениями спецназа, осуществляющего захват Дома Советов. Лестничные площадки и переходы на этажах, расположенных выше, заняты хорошо вооружёнными многочисленными сторонниками Верховного Совета. Тяжелораненых, находящихся в Белом доме, эвакуируют вглубь здания.
Корреспонденты стали свидетелями разграбления не только машин на стоянках рядом с Домом Советов, но и случаев мародёрства непосредственно в здании Верховного Совета. Пока правительственные войска ещё не очистили подступы к нему и там находилось много москвичей, во время очередного затишья подростки свободно проникли на первый этаж Белого дома со стороны набережной и беспрепятственно выносили из ближайших помещений всё, что попадалось под руку — бутылки с зажигательной смесью, телевизоры, телефонные аппараты, радиогромкоговорители и т. п.
14:00 Офицер группы «Альфа» Геннадий Сергеев убит снайпером. Сергеев вышел из бронемашины и хотел подобрать тяжело раненого десантника. Выстрел был сделан не из здания Верховного Совета.
После гибели бойца «Альфы» Коржаков отбыл в Кремль для доклада Ельцину.
14.01. Начался массовый выход людей с поднятыми руками из Верховного Совета.
14.15. Идёт перестрелка на перекрёстке Мантулинской улицы и улицы 1905 года. Солдаты правительственных войск вынуждены укрываться за автобусами.
14.18. На набережной перед Белым домом опять собирается народ.
14.20. В районе метро Краснопресненская возобновилась стрельба с крыш по правительственным войскам. Рядом с Кремлём находится около 60 танков и большое количество БТР. Со стороны Калининского проспекта к Кремлю подошла колонна из 15 машин с военнослужащими. На улице 1905 года толпа 7—8 тыс. человек, под красными флагами, пытается прорваться к Верховному Совету, но сотрудники милиции их не пропускают. Представители регионов, участники совещания в Конституционном Суде, под белым флагом направляются в сторону Дома Советов, чтобы вывести из здания раненых и женщин.
Офицер Таманской дивизии сообщил, что временно прекращён огонь, так как на первых этажах Дома Советов находятся солдаты его дивизии и они не хотели бы стрелять по своим.
14.30 Из здания парламента вывели примерно 10 человек в форме сотрудников милиции. Пленные были обысканы и оставлены с поднятыми за голову руками недалеко от Белого дома. Наблюдавшие за происходящим выразили полное одобрение действиям ОМОН криками «Козлы! Сорвите с них погоны»! Следом и другие защитники парламента начали покидать горящее здание, сдавая оружие. Задержанных посадили в автобусы и автомобили для сопровождения заключённых и перевезли на стадион «Лужники» и спорткомплекса «Дружба», где оставили под усиленной охраной подразделений ОМОН. Однако затишье длилось недолго.
14.30. Обстановка вокруг Дома Советов заметно стабилизировалась. Ещё слышна эпизодическая стрельба. Из здания парламента группами по 20—50 человек выходят сдающиеся с руками за головой. Сотрудники правоохранительных органов досматривают их, но расходиться не разрешают. Люди в синей форме вынесли труп человека, завёрнутого во что-то красное. Время от времени возобновляется перестрелка в районе ресторана «Арбат», на углу Садового кольца и Нового Арбата. Стёкла в верхних этажах здания выбиты.
Охране Мособлсовета выдано автоматическое оружие и установлен график дежурства депутатов.
На крыше средней школы напротив посольства США уничтожены 2 снайпера. Садовое кольцо, по которому двигаются отряды милиции и ОМОНа, вооружённые автоматами, перекрыто танками и БТРами.
Комментируя журналистам ночное заявление Конституционного суда, председатель суда Валерий Зорькин заявил, что конфликт, спровоцированный вооружёнными группировками, требовал от властей принятия определённых действий, однако предпринятые меры были неадекватны. Он также сообщил журналистам, что в суд поступило ходатайство генерального прокурора, касающееся актов, принятых Х чрезвычайным Съездом народных депутатов РФ. Однако, по словам Зорькина, это ходатайство было неправильно оформлено, и Конституционный суд принял решение принять его к рассмотрению после того, как оно будет приведено в соответствующую норму.
14.40 По утверждению газеты «Коммерсант», начались переговоры Павла Грачёва с президентом Ингушетии Русланом Аушевым, представляющим интересы Верховного Совета. Сам Грачёв отрицал, что вёл переговоры.
Hа Новом Арбате задержана правительственная машина с вооружёнными людьми. Выяснилось, что машина и охрана принадлежат председателю палаты Совета национальностей Рамазану Абдулатипову.
Борис Ельцин своим указом уволил с военной службы назначенного Руцким министра безопасности Виктора Баранникова.
14.45 Президент Калмыкии Кирсан Илюмжинов и президент Ингушетии Руслан Аушев под белым флагом прошли в обстреливаемый проельцинскими войсками Дом Советов для встречи с Александром Руцким и Русланом Хасбулатовым. Во время прохождения к Верховному Совету кто-то из толпы выкрикивал в их адрес оскорбления. Руцкой сообщил главам Калмыкии и Ингушетии, что Ерину дана команда никого не брать. Также он сообщил Илюмжинову и Аушеву о более 500 убитых в здании парламента. По словам К. Илюмжинова, несмотря на белый флаг, для того чтобы попасть в Белый дом, им пришлось ждать 20 минут, пока утихнет стрельба. Илюмжинов также сообщил, что в здании ВС они увидели очень много трупов. Точное количество он назвать затруднился, так как в парламенте нет воды и нет света. Р. Аушев рассказал, что им с Илюмжиновым удалось вывести из здания 12 женщин и одного ребёнка. После ухода Аушева и Илмжинова стрельба возобновилась с новой силой. Отдельные группы атакующих воспользовались временным перемирием и в некоторых местах проникли внутрь здания.
Из воспоминаний народного депутата России от Иркутской области Ивана Федосеева:

После очередного залпа в окнах Дома Советов где-то на уровне 13 этажа появилось пламя, начался пожар. В одном из окон появилась девушка с мегафоном: «Солдаты, не стреляйте! Я здесь уже неделю, тут нормальные парни». Автоматная очередь. Девушка на время замолчала, потом появилась опять: «Так русские вы или нет?!» В ответ ещё одна автоматная очередь. Девушка замолчала, уже навсегда. Откуда-то сверху, как будто бы с неба на головы людей опускались полоски бумаг с коротким текстом: « Солдат, стой! Не стреляй! Не страшно быть убитым, страшно стать убийцей». — 
На кадрах видеозаписи, сделанной журналистом из Санкт-Петербурга Андреем Тумановым в коридоре здания Верховного Совета во время штурма, запечатлён труп мужчины с огнестрельным ранением в левое бедро.
14.50 На совещании руководителей субъектов федерации в здании Конституционного суда принято заявление с требованием прекратить штурм Дома Советов и возобновить переговоры между Борисом Ельциным и Верховным Советом.
15.00 Борис Ельцин выехал из Кремля домой. Прошедшую ночь он провёл в своём кремлёвском кабинете.
Началась «снайперская война». Засевшие на верхних этажах высотных зданий снайперы открыли огонь по сотрудникам милиции и мирным жителям. Спецподразделения внутренних войск и ОМОН ГУВД Москвы метались с крыши на крышу, явно не успевая подавлять сопротивление одиночных стрелков. Несколько снайперов засели в здании на углу Садового кольца и Нового Арбата. Их выстрелами были ранены двое военнослужащих внутренних войск, два журналиста и убита женщина. К зданию мэрии подошла колонна автобусов с подразделением Оренбургского ОМОН, которые, используя автобусы, как укрытие, открыли беспорядочный огонь по Белому дому и верхним этажам высотных зданий. Толпа наблюдателей, опасаясь шальной пули, скрылась под козырьком ресторана «Арбат» и в подземном переходе.
Недалеко от Посольства США бойцы ОМОНа избили 14-летнего подростка М. Иванова, приехавшего с друзьями посмотреть на происходящее.
Около 15.00 к зданию парламента подъехали 16 крытых грузовиков с солдатами внутренних войск.
15.25. Группа из 20 сотрудников департамента охраны Верховного Совета сдалась правоохранительным органам. Они подверглись обыску, на одного из них были надеты наручники. Незадолго до этого предпринимались попытки проведения переговоров группой высокопоставленных российских военных с защитниками Дома Советов. На мосту через Москву-реку стоят несколько официальных машин. В одной из них прибыл Павел Грачёв.
15.30 Правительственные войска возобновили артиллерийский и автоматный обстрел. На этот раз основной огонь вёлся со стороны американского посольства и из гостиницы «Мир» по верхним этажам Белого дома.
15.40 После прихода военных, объявлено заключительное заседание Съезда народных депутатов. На нём было принято обращение к гражданам, которое так и не было широко обнародовано.
15.50. Усилился обстрел парламента из боевых машин пехоты и танков. Один из офицеров войск специального назначения сообщил корреспондентам, что в ближайшие минуты начнётся новый штурм здания.
Комендант Кремля Михаил Барсуков потребовал от отрядов специального назначения «Альфа» и «Вымпел» выполнить приказ Ельцина о штурме Верховного Совета. Около 16:00 в здание парламента прошёл подполковник Владимир Келехсаев из «Альфы» и предложил всем желающим выйти из здания в его сопровождении, пообещав, что на улице их никто не будет бить и что их посадят в автобусы и развезут либо к метро, либо по домам, как они этого захотят. Около 100 человек вышли с ним через 14-й подъезд. Спецподразделение «Вымпел», чьё руководство отказалось выполнять приказ о штурме, впоследствии было передано из МБ в состав МВД, что привело к массовому уходу в отставку его бойцов.
16.00. Во время штурма Дома Советов получил пулевое ранение в голову корреспондент агентства PostFactum Максим Хрусталёв. Началось прочёсывание территории вокруг парламента силами МВД. Целью операции является недопущение утечки оружия за пределы оцепления и выявление снайперов. Отдан приказ о создании специального коридора для выхода осаждённых защитников Белого дома. Войскам отдан приказ стрелять на поражение во всех, кто покидает Верховный Совет без белого флага.
Депутат Олег Румянцев привёл к Руцкому командира отряда «Вымпел» полковника Сергея Проценко. Руцкой вновь сообщил, что единственным условием сдачи оружия являются гарантия сохранения жизни всем защитникам. Проценко заверил, что даёт такую гарантию.
На 16:00 приведены следующие данные: 29 человек погибли и 264 госпитализированы в результате кровавой трагедии 3—4 октября. В это число не входят раненые и погибшие при обстреле и штурме здания Верховного Совета. Об этом сообщил и. о. министра здравоохранения РФ Эдуард Нечаев. По его словам, более 40 бригад скорой помощи дежурят у Дома Советов и доставляют пострадавших в 12 городских больниц. Чиновник опроверг появившиеся в средствах массовой информации сообщения о том, что не хватает лекарств и донорской крови для оказания помощи пострадавшим. Определить число жертв при обстреле Белого дома, как отметил и. о. министра, в настоящее время не представляется возможным.
В посольстве США в Москве по-прежнему сохраняется напряжённая обстановка. Все сотрудники посольства находятся внутри здания, и им рекомендовано не выходить наружу и не подходить к окнам. По словам представителя пресс-службы, жёны и дети дипломатов и технических сотрудников также находятся в здании посольства. Морской пехотинец армии США из внутренней охраны, который был ранен сегодня днём шальной пулей, доставлен в одну из городских больниц. «Его состояние продолжает оставаться серьёзным»,- сказал представитель пресс-службы. Он отметил, что подразделения российской армии и милиции надёжно охраняют здание посольства извне, однако меры повышенной безопасности для людей, находящихся внутри здания, пока не отменены.
16.20. После того, как Дом Советов был обстрелян танками и бронетранспортёрами, вновь разгорелся огонь на 15—17-м этажах. Из окон валят клубы чёрного дыма.
Врачи «скорой помощи» констатировали смерть 19 человек. Их трупы лежат недалеко от Краснопресненской набережной, справа от центрального входа в Верховный Совет. Из переговоров врачей по радиосвязи стало известно, что медслужба готовится к приёму большого количества раненых. В здание парламента люди постоянно заносят носилки.
16.30. В Доме Советов продолжается пожар. Открытое пламя вырывается с верхних этажей. Появился новый очаг огня со стороны метро «Краснопресненская». Вокруг здания парламента не прекращается стрельба из автоматического оружия. К Верховному Совету подтягивается подкрепление — отряды милиции. В гостинице «Мир» выключены телефоны в связи с тем, что аккумуляторы, поддерживающие работу станции, уже сели. Здание гостиницы полностью взято под контроль подразделениями Таманской дивизии, освобождено от всех посторонних, в том числе журналистов, нижние этажи забаррикадированы.
По воинским репродукторам жителям расположенных рядом со зданием Верховного Совета домов предлагается покинуть дома из-за опасности для их жизни. Жителям домов обещана помощь по временному размещению. В некоторых домах рядом со зданием парламента засели снайперы, которые при обнаружении уничтожаются огнём на поражение, в том числе из крупнокалиберных пулемётов. Один снайпер находился в высотном доме на Новом Арбате и обстреливал Садовое кольцо.
Обстрел Дома Советов продолжается. Для выдворения с прилегающей территории любопытных в дополнение к имеющимся частям прибыли Тульский и Самарский ОМОН.
16.45. Из здания парламента начался массовый выход людей. За десять минут вышло около 300 человек, некоторые из них в форме сотрудников департамента охраны Верховного Совета. Они шли, держа руки за головами, между двумя рядами солдат и садились в подогнанные к лестнице здания автобусы.
16.50. Мэрия организует подачу автобусов к Дому Советов для отправки депутатов, которых выводят через 8-й подъезд. Войскам отдан приказ сажать в автобусы только депутатов.
В 17:00 у левого торца здания парламента произошёл сильный взрыв, после чего там начал бушевать огонь. К Верховному Совету продолжают подтягиваться крытые грузовики с солдатами.
К прокремлёвским войскам подошло очередное подкрепление — военнослужащие Тульской воздушно-десантной дивизии. Подразделения Рязанской воздушно-десантной дивизии, двигавшиеся в это же время к Дому Советов по Новому Арбату, были обстреляны из автоматического оружия. Огонь вёлся с одного из высотных зданий напротив кинотеатра «Октябрь». Обстрел Белого дома продолжался.
Тверская улица в районе Пушкинской и Манежной площадей перегорожена несколькими рядами контейнеровозов и трейлеров. Здесь же сооружены баррикады. У здания Моссовета под трёхцветными российскими флагами собралось несколько тысяч сторонников Бориса Ельцина. На центральных улицах Москвы, за исключением тех, что прилегают к зданию парламента, обстановка спокойная. Большинство москвичей заняты повседневными делами.
Около 17 часов через окно квартиры дома № 64 по улице 1905 года неустановленным снайпером была застрелена 17-летняя школьница Марина Курышева, пытавшаяся закрыться от выстрела рукой.
После 16:00, по договорённости с Кремлём, начался массовый выход оборонявшихся из Верховного Совета в сопровождении бойцов группы «А».
17.05. Дом Советов покинуло около 700 человек (депутаты и сотрудники, среди которых немало женщин), которые шли, держа руки за головами, между двумя рядами солдат и садились в подогнанные со стороны Краснопресненской набережной автобусы. В этой группе находились Бабурин и Чеботаревский, которые отошли в сторону и явно ждали прибытия представителей правительства Ельцина — Черномырдина для ведения переговоров. Позднее представители Ельцина действительно прибыли, и два депутата вместе с ними вновь вошли в здание. Некоторых вышедших из парламента препровождали в «фильтрационный пункт», размещённый в одном из окрестных подвалов, где они находились под присмотром ОМОН. У выходивших изымались служебные удостоверения и складывались в спортивную сумку.
Народный депутат России от Татарстана Ринат Мухамадиев утверждал, что около центральной лестницы перед выходом из Дома Советов, он видел оторванную человеческую ногу:

 Площадка перед дверью и все проходы забиты людьми. Но это ещё куда ни шло, но вот курильщики!.. Дым, хоть топор вешай. Мы, все трое некурящие, отошли немного в сторону. Решили напоследок посмотреть на разрушенное, обезображенное здание. Прошли к лестнице, выводящей к Москве-реке. Довольно темно, поскольку нет электричества. Вдруг мне почудилось, будто я споткнулся обо что-то мягкое. Оказалось, это человеческая нога. Самого человека нет, лишь окровавленная нога. Ещё не успевшая остыть…
По воспоминаниям главного редактора радиостанции «Эхо Москвы» Алексея Венедиктова в Доме Советов в эти дни было лишь три сотовых телефона и принадлежали они журналистам. Во время штурма Верховного Совета, используя сотовый телефон журналиста Венедиктова, Александр Руцкой в прямом эфире «Эха Москвы» обратился к лётчикам: «Если слышат меня лётчики, поднимайте боевые машины! Эта банда засела в Кремле и в министерстве внутренних дел, и оттуда ведёт управление. Я умоляю вас ! Спасайте погибающих людей. Спасайте погибающую демократию.».
17.15. Было обстреляно здание агентства PostFactum.
По Ленинскому проспекту в сторону Кремля проследовал кортеж из четырёх автомашин ЗИЛ (один из них с государственным флагом России) и четырёх ГАЗ-31.
17.20. Стрельба идёт в сквере на улице 1905 года. Командирам приказано прекратить стрельбу и «разобраться с личным составом». Приказано стрелять только по видимым целям. Неопознанный БТР стреляет около дома 4 по улице 1905 года. Ранено 2 сотрудника правительственных войск. По радио передана просьба вызвать скорую помощь.
17.25. Снайперы, стрелявшие с дома 28 по Новинскому бульвару, скрылись в одной из квартир этого дома и забаррикадировались.
В 17:30 Александр Руцкой, Альберт Макашов и Руслан Хасбулатов потребовали, чтобы послы западноевропейских стран обеспечили им гарантию безопасности.
17.30. У Моссовета начался митинг, организованный «Демократической Россией», приуроченный к взятию здания Верховного Совета. На митинге выступили лидеры движения Лев Пономарёв и Глеб Якунин. Л. Пономарёв заявил, что «народная дружина должна быть возрождена, так как сегодня милиция не справилась со своими обязанностями». Г. Якунин в своём выступлении отметил, что кровь, пролившаяся в Москве, должна быть последней кровью, пролившейся в России. По его словам, «Демократическая Россия» будет добиваться того, чтобы каждый москвич и житель Подмосковья, поддерживающий Ельцина, получил свои 15 соток земли. На митинге прозвучали также призывы к расправе над «Зорькиными». Митинг закончился в 18.00.
17.40 Несмотря на официальную капитуляцию, ситуация в районе Белого дома, а также улиц 1905 года и Баррикадной оставалась напряжённой. Выстрелы звучали и на Новом Арбате.
Для поддержки правительственных войск, охраняющих здание издательства «Московская правда», выдвигаются 3 единицы бронетехники. Задержанные у Дома Советов доставляются в Генеральную прокуратуру.
17.41.—17.46. На автобусе к Дому Советов снова подъехал Коржаков. Он вместе со своим другом, бизнесменом Владимиром Виноградовым вошёл в здание парламента.
18.00. Прокремлёвскими силами захвачена значительная часть помещений и территорий Дома Советов. Всем желающим предлагается выйти, их обыскивают и спускают по лестнице в один из вестибюлей, где граждане некоторое время находятся под охраной, а затем с белым флагом выходят небольшими группами (2—3 человека) в относительно безопасные места. Например, мимо церкви в Девятинском переулке на Садовое Кольцо.
Всем, кто выходит, бойцы предъявляют требование сдать документы, которые граждане потом «смогут получить в специальных местах» (каких конкретно — не говорится). По циркулирующим внутри Верховного Совета слухам, 9 этаж ещё находится в руках сторонников парламента.
Офицер «Альфы» Сергей Фёдоров вывел из Белого дома со стороны Горбатого мостика 400 человек. Люди боялись, что по ним откроют огонь. И тогда Фёдоров вышел из подъезда и снял бронированную сферу с головы: «Если в кого-то и будут стрелять, так это в меня, а не в вас, безоружных».
После 18:00 Александр Коржаков прибыл в Кремль для доклада Ельцину и, по его словам, обнаружил, что в банкетном зале уже давно отмечают победу. Михаил Барсуков преподнёс ему в качестве подарка личную курильную трубку Руслана Хасбулатова, найденную у того в кабинете. Ельцин разбил её об стену. Коржаков вспоминал, что ему налили полный фужер водки, предложив выпить за победу, и отметил, что ему от такого предложения стало противно.
18.10. Многие люди, вышедшие из Верховного Совета, ещё не покинули Краснопресненскую набережную, так как не хватало автобусов. По оценке ОМОН, их оставалось 250—300 человек.
18.20. Началась стрельба в районе московской мэрии. Стреляли трассирующими пулями с 7-го этажа мэрии. В этой обстановке людей стали срочно сажать в подошедшие автобусы, предварительно обыскивая. Было найдено несколько пачек патронов. В целом отношение сил правопорядка к отправляемым в автобусах людям было довольно либеральным. Однако операторам телевидения было запрещено снимать.
18.23. Войскам отдан приказ не стрелять в направлении Дома Советов, первые этажи которого уже заняты частями, верными Кремлю.
Все руководители обороны здания Верховного Совета захвачены прокремлёвскими войсками. В их числе Руслан Хасбулатов, Александр Руцкой, Виктор Баранников, Владислав Ачалов и другие. Однако судьба Виктора Анпилова остаётся пока неизвестной.
В 18.25 автобусы отправились, а люди, которым не хватило в них места, пошли к метро пешком. К этому времени бронетехника в составе 30 машин окружила здание парламента, развернув стволы в его сторону. Шесть машин подошли к центральному подъезду. В стычке у метро «Улица 1905 года» пострадало ещё 8 человек.
18.30 Перестрелка приняла более ожесточённый характер. В рядах атакующих Верховный Совет велись разговоры о скором штурме. Милиция производит досмотр личных вещей у большинства из тех, кто выходит из зоны оцепления вокруг Дома Советов. Один из таких постов установлен на пересечении Нового Арбата с Садовым кольцом. Эта мера вызвана не только необходимостью предотвратить вынос оружия из зоны перестрелки, но и значительно участившимися случаями мародёрства.
В основном на мародёрстве попадаются дети и подростки. В их сумках и карманах милиция обнаруживает свечи зажигания, зеркала и другой дефицит из повреждённых автомашин, брошенных их владельцами в зоне обстрела, телефоны и другие офисные принадлежности из подвергшегося обстрелу и разрушениям здания мэрии на Новом Арбате и даже переговорные устройства для вызова дежурного диспетчера по лифтам, которые устанавливаются почти в каждом подъезде.
18.40. К Бородинскому мосту подошла колонна БМД (боевая машина десанта). Помимо этого здесь находятся 11 танков, 8 БТРов.
18.54. Продолжается стрельба около Белого дома.
19.00. Правительственные войска взяли под контроль здание издательства «Московская правда» (в районе станции метро «Улица 1905 года»), которое в течение полутора часов обстреливалось с крыш близлежащих домов снайперами. В вестибюле издательства находятся военнослужащие российской армии, которые контролируют ситуацию. Однако спорадическая стрельба вне здания продолжается. Сотрудники газет, размещённых в издательстве, вероятно, проведут ближайшую ночь на своих рабочих местах, так как выход из здания с наступлением темноты опасен. Возможно, на крышах по-прежнему остаются снайперы, которые ведут прицельный огонь по зданию.
19:01 Руцкой и Хасбулатов были арестованы, после чего на автобусе в сопровождении бойцов «Альфы», коменданта Кремля Михаила Барсукова и сотрудников службы безопасности президента России через час были доставлены в следственный изолятор Лефортово. Вместе с ними был туда доставлен и Макашов. По словам Коржакова, руководившего арестом, у него «была задача кокнуть» Руцкого и Хасбулатова, «но это было сделать невозможно, потому что они спрятались в толпе депутатов». Как установила комиссия Госдумы:

Председатель Верховного Совета Российской Федерации Хасбулатов Р. И. был задержан и взят под стражу без предусмотренного законом специального решения об этом сессии Верховного Совета Российской Федерации, на основании незаконного приказа Ельцина Б. Н.
19.05 бойцами ОМОН также арестован народный депутат Российской Федерации Сергей Бабурин. Согласился сдаться и Виктор Анпилов, но после выхода из здания Верховного Совета исчез.
19.08. Усиливается пожар в Доме Советов.
19.10. К Белому дому разрешён подъезд пожарных машин.
В 10-м отделении милиции находятся арестованные вечером 3 октября депутаты Моссовета Борис Кагарлицкий и Владимир Кондратов, а также пресс-секретарь председателя ФНПР Александр Сигал.
В 19.28 к зданию Верховного Совета была подтянута пожарная спецтехника, подведён пожарный катер (его поставили у Калининского моста) и направлен полковник Гречанников с резервной группой Управления пожарной охраны (УПО) и штабом пожаротушения. К этому времени огонь уже полностью охватил 16-й и 17 этажи и проник на 18-й и 19-й.
19.30: арестованы назначенные Руцким министр по особым поручениям Андрей Дунаев, и. о. министра безопасности Виктор Баранников и и. о. министра обороны Владислав Ачалов. Они тоже были отправлены в Лефортово. Предложенный Руцким на пост министра внутренних дел Василий Трушин покинул здание парламента ещё до штурма. Местонахождение Виктора Анпилова неизвестно.
19.30. Группой «Альфа» взяты под охрану и эвакуированы из здания 1700 журналистов, сотрудников аппарата ВС, жителей города и депутатов. Бойцы группы «Альфа» действовали уверенно, спокойно и корректно. Люди были эвакуированы в течение нескольких минут. К Дому Советов подведена дополнительная бронетехника и автобусы для оцепления. В здании пожар. По информации корреспондента, взрыв произошёл около кабинета Ачалова. Пожар в Белом доме прекращается. С 19.30 открытого пламени не видно.
19.45. Стоящие у здания парламента пожарные машины никаких конкретных действий пока не предприняли. Милиция оттеснила от здания людей, ещё не покинувших Краснопресненскую набережную.
Обезврежена группа снайперов, которые обстреливали военнослужащих и сотрудников милиции с верхних этажей высотного здания на пересечении Садового кольца и Новоарбатского проспекта. Об этом сообщил майор милиции из Западного округа Москвы Сергей Юрченко, который находится в этом районе в оцеплении. Днём в течение нескольких часов эта группа снайперов вела интенсивные перестрелки с милицией. Однако, по словам Юрченко, никто из милиционеров не пострадал. Снайперов удалось захватить. Вместе с тем Сергей Юрченко отметил, что другой группе снайперов, которые, засев на чердаке стоящего рядом здания, также обстреливали находящуюся внизу милицию, удалось уйти.
19.50. Часть подразделений милиции, находившаяся в сквере у метро «1905 года», выведена в неизвестном направлении.
Руководители обороны Дома Советов, некоторые участники, а также множество лиц, не участвовавших в противостоянии, были арестованы, и, по сведениям правозащитников, некоторые из них были подвергнуты избиениям и унижениям. При этом правозащитным центром «Мемориал» «зафиксирован случай, когда есть серьёзные основания подозревать, что гибель человека… наступила в результате побоев в милиции». Как установила комиссия Госдумы, между 17 и 19 часами в подъездах дома № 14 по Глубокому переулку имели место факты избиений, ограблений, жестокого и бесчеловечного обращения, а также незаконного административного задержания сотрудниками милиции народных депутатов Российской Федерации, сотрудников аппарата Верховного Совета и граждан. Избиению были подвергнуты следующие депутаты: Юрий Тарасюк, Вакиф Фахрутдинов, Леонид Ясенков, Владимир Исаков, Олег Румянцев, Александр Уткин, Владимир Маханов, Александр Чибисов, Иван Шашвиашвили, Валентин Агафонов, Вячеслав Любимов, Геннадий Данков, Валерий Долматов, Светлана Горячева, Ирина Виноградова, Олег Волков, Анатолий Леонтьев и Марк Кауфман. Во дворе одного из отделений милиции был побит дубинками начальник охраны Хасбулатова Юрий Гранкин.
По утверждению газеты «Коммерсант», сразу после сдачи Дома Советов группы его защитников стали пытаться пробиться через кордоны милиции и внутренних войск из центра к окраинам города. Одна из таких групп предприняла попытку прорыва в районе станции метро «Улица 1905 года». Как утверждает «Коммерсант», защитниками Белого дома был открыт автоматный огонь по зданию издательско-полиграфического комплекса (ИПК) «Московская правда». В результате в редакциях газет «Московская правда», «Московский комсомолец», «Вечерняя Москва» и «Подмосковные известия» были выбиты стёкла. Журналистам пришлось покинуть редакционные кабинеты и лечь на пол в коридорах. Некоторое время спустя бойцы ОМОН, пробравшись под огнём в здание, установили на крыше пулемёт и открыли ответный огонь на поражение. Около 18.00 атака была отбита, и бой переместился в сторону Звенигородского шоссе и Ваганьковского кладбища, где перестрелка продолжилась. Вскоре сторонники парламента якобы были вынуждены отступить, бросив убитых и раненых.
После 20 часов не затронутые пожаром нижние этажи Верховного Совета были подвергнуты «зачистке» с применением огнестрельного оружия, в ходе которой был причинён дополнительный ущерб зданию и находившемуся в нём имуществу.
20.30. По данным военных и по наблюдениям корреспондентов, одним из наиболее опасных мест в округе Дома Советов остаются жилые дома вдоль спуска от Нового Арбата к Калининскому мосту. Здесь продолжают оставаться стрелки-одиночки, которые периодически открывают огонь, как правило, одиночными выстрелами с чердаков и верхних этажей домов. Снайперы меняют позицию и с интервалами примерно 30—40 минут стреляют по солдатам проельцинских войск, как на спуске от Нового Арбата к Калининскому мосту, так и во дворах жилых домов, причём чаще тех, что расположены на той же стороне, что и здание мэрии.
Около 21 часа депутат Михаил Челноков вместе с 6 другими народными депутатами России был доставлен в фильтрационный пункт на Малой спортивной арене стадиона Лужники (Ледовой арене зимнего Дворца спорта).
В начале девятого полковник Управления пожарной охраны Гречанников и его коллега подполковник Сергей Перепёлкин в сопровождении бойцов спецназа МВД проникли в здание Верховного Совета, чтобы произвести разведку. Спецназовцы заявили пожарным, что выше пятого этажа они не поднялись и сказать, что там можно безопасно работать, не могут. А на выходе офицеров УПО задержали стоящие в оцеплении бойцы дивизии им. Дзержинского, и, по словам полковника Гречанникова, ему и его товарищу почти полчаса пришлось доказывать свою принадлежность к пожарной службе.
Начальник караула 47‑й пожарной части Владимир Шашин:

Там же было задымление, все, кто мог, вышли. Убитых мы не видели, но следы крови были. На полу лежали бинты, окровавленная одежда. Там же были разбросаны гильзы, бумаги, документы. Мне трудно представить, что на верхних этажах кто-то мог выжить. По ним же били танки, стоящие на Калининском, ныне Новоарбатском, мосту. В тех помещениях, куда попал снаряд, перегородок вообще не было, образовался большой такой стадион. Результаты прямого попадания снаряда мы видели в районе десятого этажа.<…>Была угроза возможного обрушения конструкций, в горящих этажах стояла высокая температура, но страшнее и нелепее было то, что по людям в пожарных касках вели прицельный огонь. Когда мы выезжали, по нам начали лупить из БТРа. Всё было в дыму. Не было никакой координации. Никто не понимал, кто там выезжает из здания. Но бог миловал — спаслись.— https://www.mk.ru/social/2018/10/03/pozharnyy-rasskazal-kak-tushil-belyy-dom-v-93m.html
21.20: Возобновилась перестрелка на пересечении Садового кольца и Нового Арбата.
За день, по официальным данным, были убиты 74 человека, 26 из них — военные и работники МВД России, ранены 172. В результате штурма здания парламента лёгкие ранения получили 2 депутата (Юрий Ельшин и Вячеслав Федотов), которые не попали в официальный список пострадавших. В результате пожара практически полностью уничтожены этажи здания с 12-го по 20-й, разрушено около 30 % общей площади Дома Советов. Согласно «Справке о фактических затратах восстановительных работ, связанных с возмещением ущерба вследствие массовых беспорядков 3-4 октября 1993 года, зданий и инженерных систем по Краснопресненской набережной, дом 2, и улице Рочдельской, дом 2», расходы по восстановлению комплекса зданий Верховного Совета составили около 49 миллиардов рублей, 44 миллионов долларов США, 12 миллионов австрийских шиллингов, одного миллиона финских марок и различных сумм в иной валюте.
После капитуляции сторонников Верховного Совета Ельцин издал указ № 1580 «О дополнительных мерах по обеспечению режима чрезвычайного положения в городе Москве», в котором, в частности, было предложено с 23 часов 00 минут 4 октября, по решению коменданта района чрезвычайного положения, установить комендантский час, особый режим въезда (выезда) в город Москву, запрет на проведение собраний, митингов, уличных шествий, демонстраций и иных массовых мероприятий, а также некоторые другие ограничительные меры. Коменданту района чрезвычайного положения генерал-лейтенанту милиции Александру Куликову было указано, по согласованию с Министерством внутренних дел, Министерством обороны, Министерством безопасности, Министерством транспорта и ГУВД г. Москвы, обеспечить безотлагательное выполнение указанных мер.
Комендант района чрезвычайного положения Александр Куликов издал письменный приказ, в соответствии с которым в городе Москве с 23 часов по 5 часов утра 5 октября был установлен комендантский час, во время которого, в частности, гражданам было запрещено находиться на улицах и в иных общественных местах без специальных пропусков, выданных комендантом города Москвы и комендантами участков. Нарушителей комендантского часа было приказано задерживать. Для их временного (до 3 суток) содержания были определены фильтрационные пункты на базе территориальных органов внутренних дел, а также ОВД аэропортов и на вокзалах.
Генеральный прокурор Российской Федерации Валентин Степанков заявил в интервью радиостанции «Эхо Москвы», что его подчинёнными продолжаются следственные действия по событиям в Москве, начатые 3 октября. Возбуждены уголовные дела и готовятся санкции на арест лиц, относящихся как к организаторам, так и исполнителям содеянного. Было подчёркнуто отсутствие случаев, когда какими-либо органами прокуратуры исполнялись «документы, исходящие от Александра Руцкого».

## Последствия
На следующий день после штурма Верховного Совета Конституционный Суд выступил с заявлением о сложении с себя функции проверки конституционности нормативных актов и международных договоров Российской Федерации.
После завершения событий указом Бориса Ельцина 7 октября был объявлен Днём траура.
Расследование событий не было завершено, следственная группа была распущена после того, как в феврале 1994 года Государственная дума приняла решение об амнистии для лиц, участвовавших в событиях 21 сентября — 4 октября 1993 года, связанных с изданием Указа № 1400, и противодействовавших его реализации, независимо от квалификации действий по статьям УК РСФСР. В результате общество до сих пор не имеет однозначных ответов на ряд ключевых вопросов о происходивших трагических событиях — в частности, о роли политических лидеров, выступавших как на одной, так и на другой сторонах, о принадлежности снайперов, стрелявших по мирным гражданам и сотрудникам милиции, действиях провокаторов, о том, кто виноват в трагической развязке. Имеются лишь версии участников и очевидцев событий, следователя распущенной следственной группы, публицистов и комиссии Госдумы РФ, возглавляемой коммунисткой Татьяной Астраханкиной, приехавшей в Москву из Ржева в конце сентября 1993 года для защиты Дома Советов, которую товарищи по партии, в частности Алексей Подберёзкин, называли «ортодоксом».
В соответствии с новой Конституцией, принятой всенародным голосованием 12 декабря 1993 года, президент Российской Федерации получил существенно более широкие полномочия, чем по действовавшей на тот момент Конституции 1978 года (с изменениями 1989—1992 годов). Должность вице-президента РФ была ликвидирована.

## Комментарии
1. ↑  По данным Александра Коржакова это произошло позже — около 18:00[25]. По утверждению самого Ельцина, он прилетел из Барвихи в Кремль в 19.15[16].
2. ↑  В октябре 2011 года в интервью своим бывшим коллегам по Правительству РФ Петру Авену и Альфреду Коху Павел Грачёв заявил, что Ельцин отдавал ему приказ о штурме Верховного Совета в устной форме по телефону[87].

### Видеозаписи
- 1993 Crisis in Moscow: Rutskoi orders attacks (англ.)
- «Хроника 3 октября 1993 года — Документальные кадры с места событий»
- Хроника октябрьский событий 1993 года в выпусках новостей CBS News (англ.)
- 3 октября 1993 Вид на Крымский мост
- События 4 октября 1993 г. без купюр
- Трансляция CNN 4 октября 1993 в оригинале (англ.)
- Предчувствие гражданской войны. Октябрь 1993-го на экране (Подборка более 30 видео)